# Wilaya d'Alger
 (mai 2016).
La wilaya d'Alger (/al.ʒe/  ; en arabe : ولاية الجزائر / en berbère : Tamnadt n Ledzayer / en tifinagh: ⵜⴰⵎⵏⴰⴹⵜ ⵏ ⵍⴻⴷⵣⴰⵢⴻⵔ) est une subdivision administrative algérienne située dans l'Algérois.
Elle correspond à la ville d'Alger et comprend le centre de cette dernière ainsi que ses différents quartiers. La wilaya est divisée en 57 communes. Son chef-lieu (préfecture) est Alger.
La wilaya d'Alger est la plus peuplée d'Algérie avec 3 282 979 habitants, soit un accroissement annuel moyen de 40 475 habitants. Elle est également la moins étendue, avec une superficie de 1 190 km2.

## Géographie

### Localisation
| Tipaza (Douaouda)             | mer Méditerranée                                      | Boumerdès (Boudouaou El Bahri)         |
| Tipaza (Koléa)                | wilaya d'Alger                                        | Boumerdès (Boudouaou, Ouled Hedadj)    |
| Blida (Ben Khellil, Boufarik) | Blida (Chebli, Bougara, Ouled Selama, Larbâa, Meftah) | Boumerdès (Khemis El Khechna, Hammadi) |

### Géologie
La topographie de la côte algéroise est caractérisée par la succession d'une série de gradins disposés les uns au-dessus des autres comme les marches d'un escalier, du rivage actuel et jusqu'à une altitude de plus de 300 mètres. Ces marches interrompent brusquement la continuité des pentes, en général très raides, qui bordent le littoral algérois.
Cette disposition apparaît en explorant la côte Algérienne de l'ouest vers l'est à partir des environs des Andalouses et d'Arzew à Oran à l'ouest, à Ténès, à Cherchell, à Bou Ismaïl, à Bouzaréah d'Alger, à Thénia au centre de la côte Algérienne, à Jijel, à Skikda et à Annaba à l'est.
De ce fait, l'étude géologique de la région algéroise, peu étendue en surface et formant un rocher qui s'avance dans la mer, révèle qu'en arrière il est recouvert par un cordon de dunes au-delà duquel on retrouve les terrains sédimentaires de la série tertiaire.
Dans une esquisse géologique et topographique du littoral d'Alger datant de 1911, il apparaît que ce littoral comprend essentiellement toute la région basse qui borde le pied de l'Atlas sur plus de 100 kilomètres, depuis le massif de Sidi Féredj au Nord de Thénia des Béni Aïcha, jusqu'au Mont Chénoua à l'Ouest de Tipaza.

### Climat
Située dans le Tell, dans le Nord de l'Algérie, la wilaya possède un climat méditerranéen où les étés sont chauds et secs et les hivers sont doux et pluvieux et parfois enneigés.
| Mois                                | jan. | fév. | mars | avril | mai  | juin | jui. | août | sep. | oct. | nov. | déc.  | année |
| ----------------------------------- | ---- | ---- | ---- | ----- | ---- | ---- | ---- | ---- | ---- | ---- | ---- | ----- | ----- |
| Température minimale moyenne (°C)   | 5,9  | 6,4  | 7    | 9     | 12   | 15,6 | 18,5 | 19,1 | 17,1 | 13,7 | 9,6  | 7     | 11,7  |
| Température moyenne (°C)            | 11,3 | 11,9 | 12,8 | 14,7  | 17,7 | 21,3 | 24,6 | 25,2 | 23,2 | 19,4 | 15,2 | 12,1  | 17,4  |
| Température maximale moyenne (°C)   | 16,5 | 17,3 | 18,5 | 20,4  | 23,5 | 27   | 30,6 | 31,2 | 29,2 | 25,1 | 20,7 | 17,2  | 23,1  |
| Précipitations (mm)                 | 80   | 81,8 | 73,4 | 61,1  | 39,9 | 16,7 | 4,6  | 7,4  | 34,2 | 76   | 96,4 | 115,2 | 686,6 |
| Nombre de jours avec précipitations | 11,4 | 10,6 | 9,7  | 9,1   | 7,3  | 2,5  | 1,5  | 2,5  | 5,3  | 8,6  | 11,1 | 12,1  | 91,7  |

Des séries d'observations ont commencé dès 1843, puis en 1884.
La wilaya d'Alger reçoit des quantités annuelles de précipitations variant en moyenne entre 400 mm et 1 200 mm. Elle est de ce fait plus arrosée que le reste du pays,.
La grêle peut s'abattre en accompagnement de violentes averses, ainsi qu'une éventuelle chute de neige sur les hauteurs. Cette grêle, fond assez vite.
La neige tombe plutôt sur les zones élevées de Bouchaoui, Bouzaréah, Chéraga, Ben Aknoun, Bir Mourad Raïs et Douéra. Son épaisseur atteint alors à certains endroits, près de 10 cm. Les routes sont fréquemment bloquées. Les communes doivent être équipées pour éviter la formation d’embouteillages aux heures de pointe sur des axes routiers importants.
Les températures hivernales varient entre 8 °C et 15 °C. Elles grimpent à 25 °C au mois de mai pour atteindre une moyenne de 28 °C à 30 °C en juillet et août. Lors des précipitations de neige, la température peut descendre à moins de 6 °C.
Les vitesses moyennes annuelles du vent sont estimées à une altitude de 10 mètres entre 1 m/s et 6 m/s. Cette wilaya côtière se situe en Algérie entre la 2e classe du vent dans la Mitidja et la 3e classe dans la Kabylie.

## Histoire

### Période ottomane
Le territoire de la région d'Alger a toujours compris la riche région agricole de la mitidja qui fournissait au port de la ville toutes ses richesses.
La première délimitation administrative moderne d'Alger date de l'ère ottomane sous la régence d'Alger. C'est Hassan Pacha qui, pour mieux gérer les provinces, crée les beyliks du Titteri au centre (en 1548), de Mazouna à l'ouest (en 1565) et celui de Constantine à l'est (en 1567).
La province d'Alger, que l'on nommait aussi Dar Es-Soltane (domaine de la couronne), et qui relevait directement du dey, était administrée par un agha et par quatre caïds turcs. Elle regroupait un territoire comprenant les villes d'Alger, Blida, Koléa, Cherchell et Dellys.

### Période coloniale française
Le 9 décembre 1848, fut créé le département d'Alger, jusque-là simple région de la province française d'Algérie. Le département, d'une superficie de 54 861 km2, compte alors six sous-préfectures : Aumale (Sour El-Ghozlane), Blida, Miliana, Orléanville (Chlef) et Tizi Ouzou.
Le 20 mai 1957, un nouveau découpage administratif de l'Algérie porte à douze le nombre de départements. Le département d'Alger ne comprend plus que deux sous-préfectures : Blida et Maison-Blanche (Dar El Beïda) et compte soixante-sept communes pour une superficie de 3 393 km2.

### Période de l'indépendance algérienne
En juin 1974, lors de la création des wilayas de Blida et de Bouira, la wilaya d'Alger ne compte plus que trente-trois communes. Le 15 décembre 1983, la création des wilayas de Boumerdès et de Tipaza réduit à nouveau son territoire. En 1994, la wilaya passe de trente-trois à trente-huit communes en récupérant les communes de Rouiba, Reghaïa, H'raoua, Aïn Taya et El Marsa qui ont été détachées de la wilaya de Boumerdès créée dix ans plus tôt.

#### Période du gouvernorat du Grand-Alger
Le 2 août 1997, la création du gouvernorat du Grand-Alger remplace la wilaya d'Alger avec à sa tête un ministre-gouverneur qui sera Cherif Rahmani. Alors que la wilaya comptait trente-huit communes, le gouvernorat passe à cinquante-sept communes en intégrant dix-neuf communes qui dépendaient des wilayas de Tipaza et Blida. Les communes absorbées sont : Aïn Benian, Cheraga, Ouled Fayet, Hammamet, Saoula, Mahelma, Rahmania, Souidania, Staoueli, Zéralda, Baba Hassen, Douera, El Achour, Draria, Khraïssia, Birtouta, Ouled Chebel, Tessala El Merdja, Sidi Moussa.
En 2000, le gouvernorat du Grand-Alger fut dissous pour cause d'inconstitutionnalité. Alger redevient une wilaya tout en gardant son nouveau territoire de cinquante-sept communes.

## Organisation

Les 13 daïras de la wilaya d'Alger

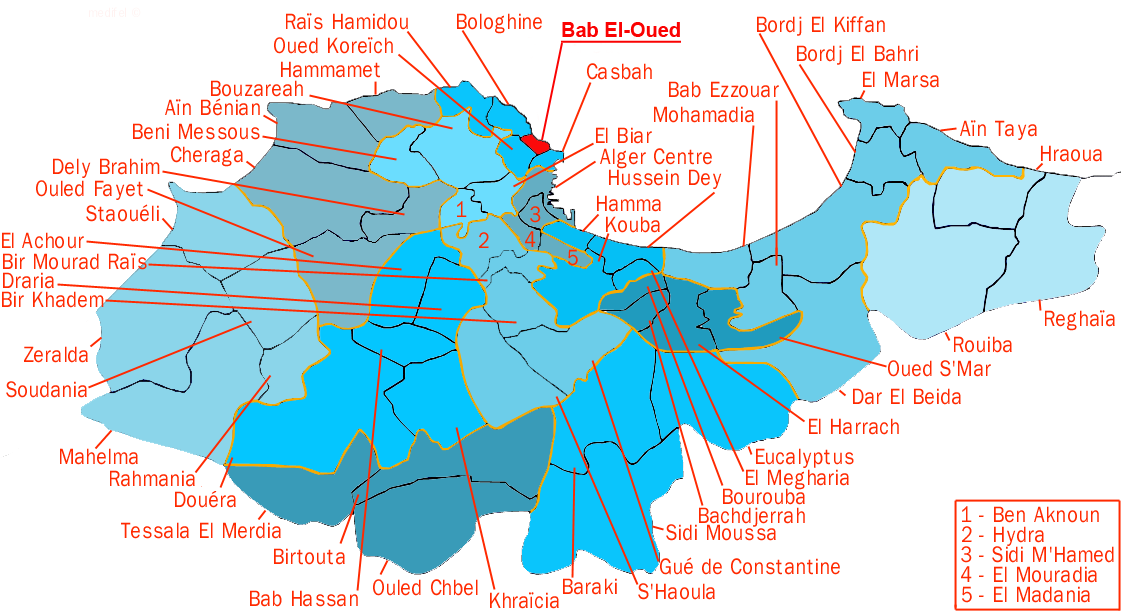
Les 57 communes de la wilaya d'Alger

La wilaya d'Alger est composée de treize daïras (circonscriptions administratives), chacune comprenant plusieurs communes, pour un total de cinquante-sept communes. Elle comporte également plusieurs directions.

### Walis
Le poste de wali de la wilaya d'Alger a été occupé par plusieurs personnalités politiques nationales depuis sa création le 16 mai 1963 par le décret no 63-189 qui organise le territoire algérien en un nombre de quinze wilayas.
| no | Wali                        | Début             | Fin               |
| -- | --------------------------- | ----------------- | ----------------- |
| 1  | Amar Mohammedi              | 17 juin 1962      | 6 juillet 1962    |
| 2  | Nadir Kassab                | 6 juillet 1962    | 8 octobre 1962    |
| 3  | Ahmed Hamiani               | 6 décembre 1962   | 8 août 1964       |
| 4  | Rabah Bouaziz               | 8 août 1964       | 21 juin 1965      |
| 5  | M'hamed Hadj Yala           | 30 juillet 1965   | 18 août 1970      |
| 6  | Slimane Hoffman             | 18 août 1970      | 17 janvier 1975   |
| 7  | Abderrezak Bouhara          | 17 janvier 1975   | 31 mars 1978      |
| 8  | Dahou Ould Kablia           | 31 mars 1978      | 26 janvier 1980   |
| 9  | Ahmed El Ghazi              | 26 janvier 1980   | 30 janvier 1984   |
| 10 | Chaâbane Aït Abderrahim     | 30 janvier 1984   | 7 mai 1986        |
| 11 | Cherif Rahmani              | 7 mai 1986        | 20 septembre 1987 |
| 12 | Hachemi Djiar               | 20 septembre 1987 | 29 juillet 1990   |
| 13 | Mohamed Ouahcène Oussedik   | 29 juillet 1990   | 21 août 1991      |
| 14 | Abderrahmane Méziane Chérif | 21 août 1991      | 2 janvier 1994    |
| 15 | Ahmed Horri                 | 2 janvier 1994    | 30 juin 1994      |
| 16 | Abdelkader Ouali            | 30 juin 1994      |                   |
| 17 | Cherif Rahmani              | 1996              | 22 août 1999      |
| 18 | Abdelmalek Nourani          | 22 août 1999      | 17 août 2004      |
| 19 | Mohamed Kébir Addou         | 17 août 2004      | 24 octobre 2013   |
| 20 | Abdelkader Zoukh            | 24 octobre 2013   | 22 avril 2019     |
| 21 | Abdelkhalek Siouda          | 22 avril 2019     | 25 janvier 2020   |
| 22 | Youcef Cherfa               | 25 janvier 2020   | 11 novembre 2021  |
| 23 | Ahmed Mabed                 | 11 novembre 2021  | 14 septembre 2022 |
| 24 | Mohamed Abdenour Rabehi     | 14 septembre 2022 | en cours          |

### Walis délégués
| Code | Wilaya déléguée                    | Wali délégué actuel | Depuis (le)       |
| ---- | ---------------------------------- | ------------------- | ----------------- |
| 01   | Wilaya déléguée de Zéralda         | Ahcène Khaldi       | 14 septembre 2022 |
| 02   | Wilaya déléguée de Chéraga         | Mahfoud Bouzartit   | 25 août 2021      |
| 03   | Wilaya déléguée de Draria          | Ahmed Zerrrouki     | 25 janvier 2020   |
| 04   | Wilaya déléguée de Bir Mourad Raïs | Abdelaziz Djouadi   | 11 avril 2021     |
| 05   | Wilaya déléguée de Birtouta        | Nachida Belheouane  | 26 janvier 2020   |
| 06   | Wilaya déléguée de Bouzareah       | Ahmed Mahsar        | 22 juillet 2015   |
| 07   | Wilaya déléguée de Bab El Oued     | Abdelkarim Zinaï    | 14 septembre 2022 |
| 08   | Wilaya déléguée de Sidi M'Hamed    | Rabah Mokdad        | 30 septembre 2010 |
| 09   | Wilaya déléguée de Hussein Dey     | Mohamed Salamani    | 30 septembre 2010 |
| 10   | Wilaya déléguée d'El Harrach       | Abderrahmane Dehimi | 11 avril 2021     |
| 11   | Wilaya déléguée de Baraki          | Fethi Bouzaid       | 11 avril 2021     |
| 12   | Wilaya déléguée de Dar El Beïda    | Yazid Delfi         | 11 avril 2021     |
| 13   | Wilaya déléguée de Rouiba          | Merouane Boulessan  | 11 avril 2021     |

### Codes postaux
| no  | Commune      | CP avant 2008 | CP après 2008 | no  | Commune      | CP avant 2008 | CP après 2008 | no  | Commune        | CP avant 2008 | CP après 2008 |
| --- | ------------ | ------------- | ------------- | --- | ------------ | ------------- | ------------- | --- | -------------- | ------------- | ------------- |
| 1er | Aïn Benian   | 16202         | 16018         | 20e | Casbah       | 16017         | 16022         | 39e | Kouba          | 16050         | 16006         |
| 2e  | Aïn Taya     | 16039         | 16019         | 21e | Cheraga      | 16002         | 16014         | 40e | Les Eucalyptus |               | 16057         |
| 3e  | Alger-Centre | 16000         | 16000         | 22e | Dar El Beïda | 16100         | 16033         | 41e | Mahelma        | 42450         | 16093         |
| 4e  | Baba Hassen  | 42370         | 16081         | 23e | Dely Ibrahim | 16320         | 16047         | 42e | Mohammadia     |               | 16058         |
| 5e  | Bab El Oued  |               | 16008         | 24e | Douera       |               | 16049         | 43e | Oued Koriche   |               | 16041         |
| 6e  | Bab Ezzouar  | 16042         | 16024         | 25e | Draria       |               | 16050         | 44e | Oued Smar      | 16270         | 16059         |

## Ressources hydriques

### Oueds
La wilaya est traversée par plusieurs oueds :
1. Oued Djer.
2. Oued Mazafran[50].
3. Oued Kniss[51].
4. Oued Ayoun.
5. Oued Koriche[52].
6. Oued Atoun[53] (ou: Oued Mkacel)[51].
7. Oued Baranès.
8. Oued Sidi Medjber.
9. Oued Frais-Vallon.
10. Oued Scotto-Nadal.
11. Oued Jaubert.
12. Oued Ben Lezhar.
13. Oued Birtraria.
14. Oued Ouchayah.
15. Oued Béni Messous.
16. Oued Fatis.
17. Oued Tléta.
18. Oued Djemaâ[54].
19. Oued El Kerma.
20. Oued Sidi Arrack.
21. Oued El Harrach.
22. Oued En-Nouria Mendri.
23. Oued El Fouara.
24. Oued Ben Amar.
25. Oued Annassers.
26. Oued Ardjem.
27. Oued Djemaïa.
28. Oued Sidi Ahmed.
29. Oued Amar.
30. Oued Ben Mehdi.
31. Oued Boured[55].
32. Oued El Hamiz.
33. Oued Guerbaâ.
34. Oued Réghaïa.

### Barrages
La wilaya bénéficie de l'eau du barrage de Douéra (87 000 000 m3), ainsi que de l'eau des barrages des wilayas limitrophes :
- Barrage de Béni Amrane : 13 100 000 m3 (Wilaya de Boumerdès).
- Barrage du Hamiz : 16 280 000 m3 (Wilaya de Boumerdès).
- Barrage de Keddara Bouzegza : 145 600 000 m3 (Wilaya de Boumerdès).
- Barrage de Taksebt : 175 000 000 m3 (Wilaya de Tizi Ouzou)[57].
- Barrage de Koudiat Asserdoune : 640 000 000 m3 (Wilaya de Bouira)[58].
- Barrage de Boukourdane : 105 000 000 m3 (Wilaya de Tipaza)[59].
- Barrage de Bouroumi : 188 000 000 m3 (Wilaya de Blida)[60].

En 2022, ce dispositif est amené à évoluer en fonction de l'ouverture des stations de dessalement d'eau de mer dans la wilaya.

### Réservoirs d'eau
La wilaya comprend plus de 200 réservoirs d'eau.
- Réservoir Semi-enterré 500 m3 à Mahelma[62].
- Réservoir Semi-enterré 50 m3 à Douéra.
- Réservoir d’eau 500 m3 à Chéraga.
- Réservoir 80 m3 à Chéraga.
- Réservoir 80 m3 à Zéralda.

### Stations de pompage
La wilaya comprend plus de 65 stations de pompage.
- Station de pompage à Mahelma : 150 000 m3[63].
- Station de pompage à Chéraga.
- Station de pompage à Zéralda : 800 000 m3[64].
- Station de pompage de Mazafran[65].
- Station de pompage d'El Harrach[66].

### Forages et puits
La wilaya comprend plus de 244 forages et puits.
- 8 forages aux Eucalyptus[68].

### Stations d'épuration

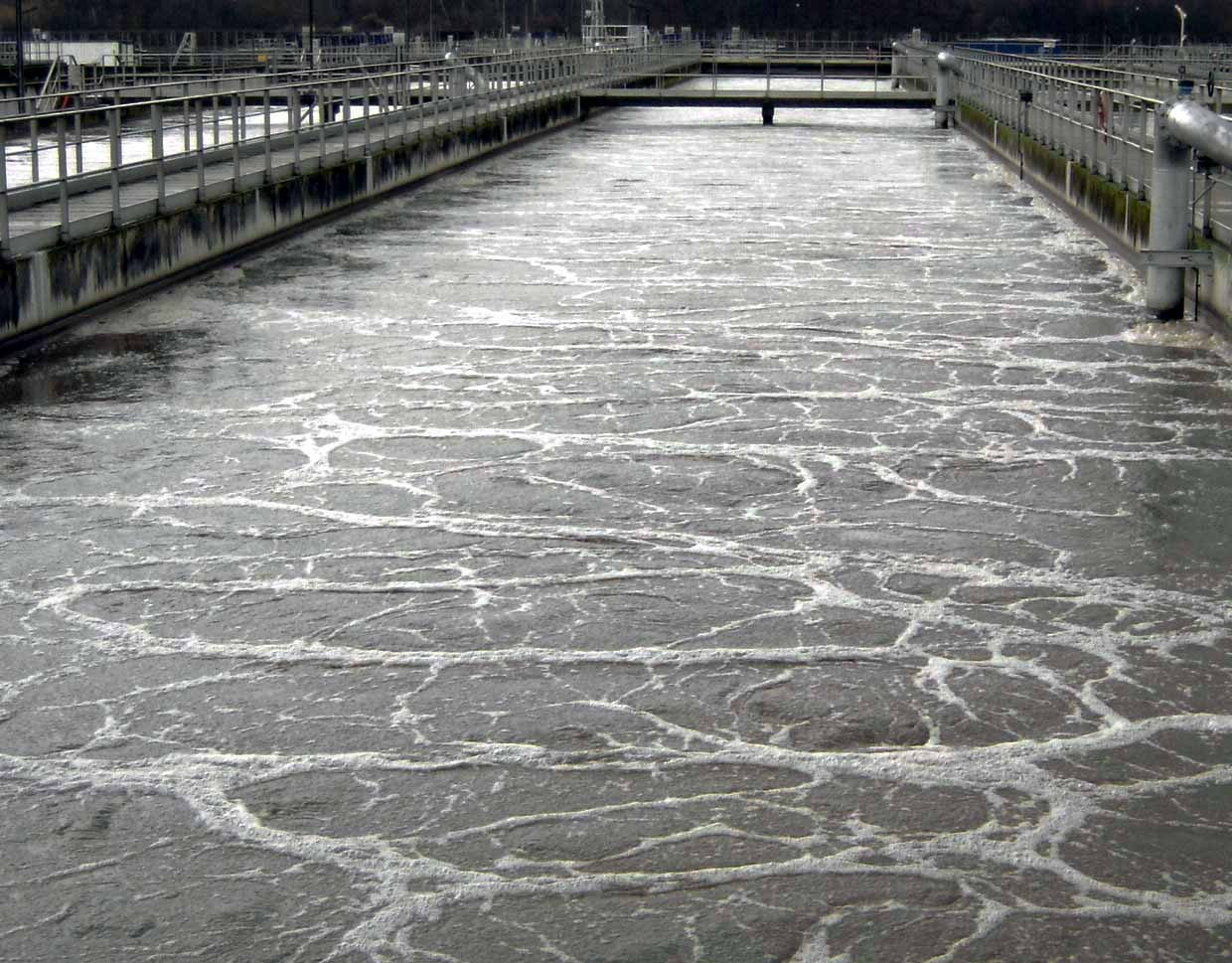
Station d'épuration biologique.

La wilaya compte plusieurs stations d'épuration faisant partie du schéma général d'assainissement d'Alger, qui a comme objectif principal la collecte des eaux usées générées par la population de l'ensemble de ses 57 communes.
- Station d'épuration de Béni Messous : 250 000 équivalents/habitants[69].
- Station d'épuration de Réghaïa : 400 000 équivalents/habitants[70].
- Station d'épuration de Baraki : 900 000 équivalents/habitants[71].
- Station d'épuration de Zéralda : 100 000 équivalents/habitants[72].
- Station d'épuration de Mahelma : 4 000 équivalents/habitants[73].

Ces stations d'épuration permettent d'éviter que les eaux usées domestiques et industrielles ne soient déversées en mer ou dans les oueds. Grâce à elles, les plages du littoral algérois seront autorisées à la baignade, sans que les baigneurs n'aient à se soucier de leur pollution.
À partir de 2018, aucune goutte des eaux usées ne sera plus déversée en mer ou dans les oueds, car 100 % des eaux usées générées par la capitale seront épurées.

### Collecteurs d'assainissement
La wilaya d'Alger compte en 2015 plus de trois millions d'habitants, et un réseau d'assainissement de 4 000 km. Chaque habitant déverse en moyenne 160 litres par jour d'eaux usées. Ces eaux usées sont canalisées pour être orientées vers les stations d'épuration au travers de collecteurs :
- Collecteur d'assainissement de Raïs Hamidou.
- Collecteur d'assainissement de Oued Atoun.
- Collecteur d'assainissement d'El Biar.
- Collecteur d'assainissement de Baraki[74].
- Collecteur d'assainissement de Rouiba.
- Collecteur d'assainissement de Draria.
- Collecteur d'assainissement de Souidania.
- Collecteur d'assainissement de Ouled Fayet.
- Collecteur d'assainissement de Zéralda.

### Stations de relevage
Cette wilaya comprend plus de 30 stations de relevage.
- Station de relevage de Aïn Benian.
- Station de relevage de Mohammadia[75].
- Station de relevage d'El Hamiz[76].

### Stations de dessalement d'eau de mer
La wilaya comporte plusieurs stations de dessalement d'eau de mer :

## Tourisme

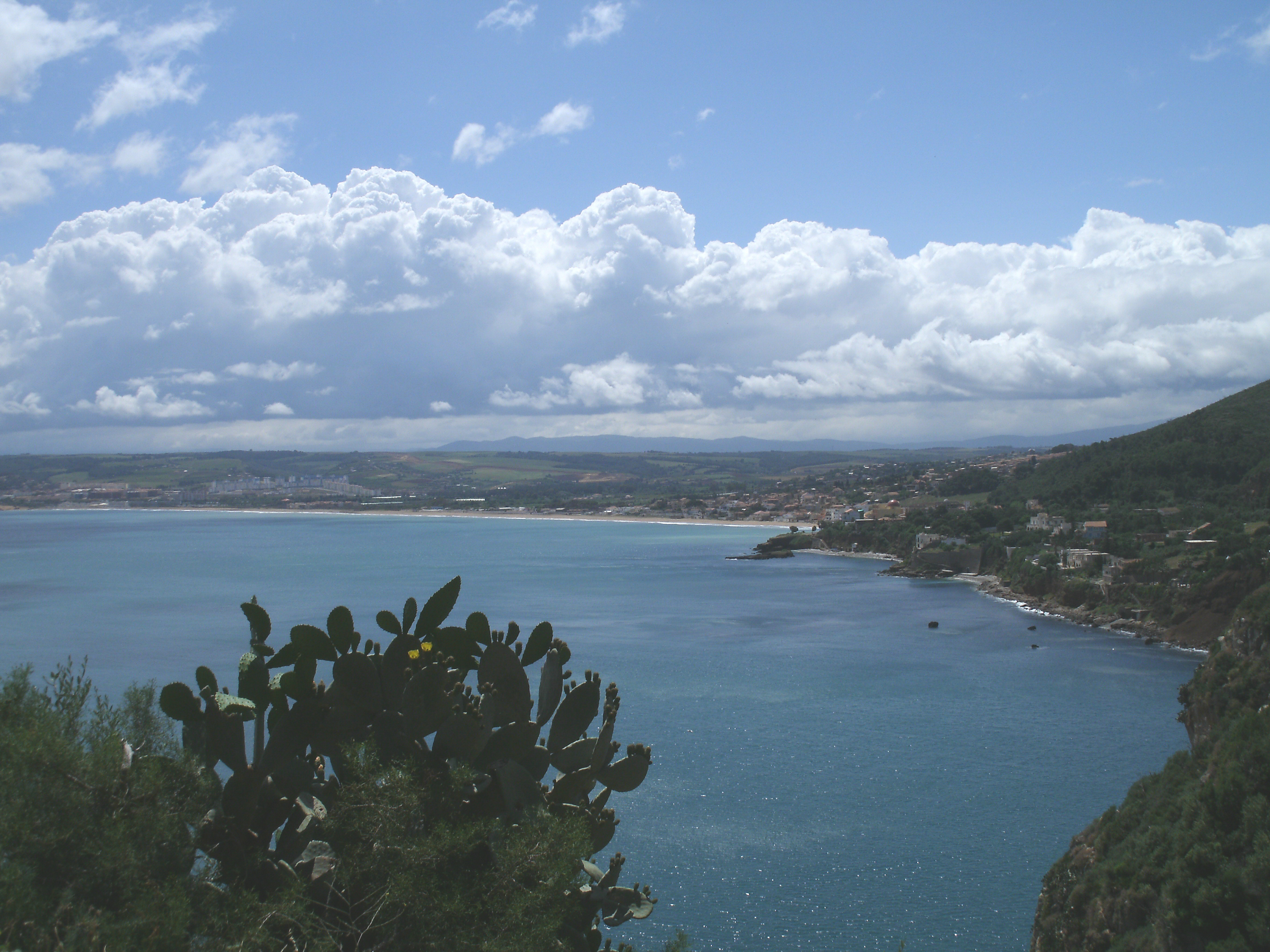
Plage près d'Alger

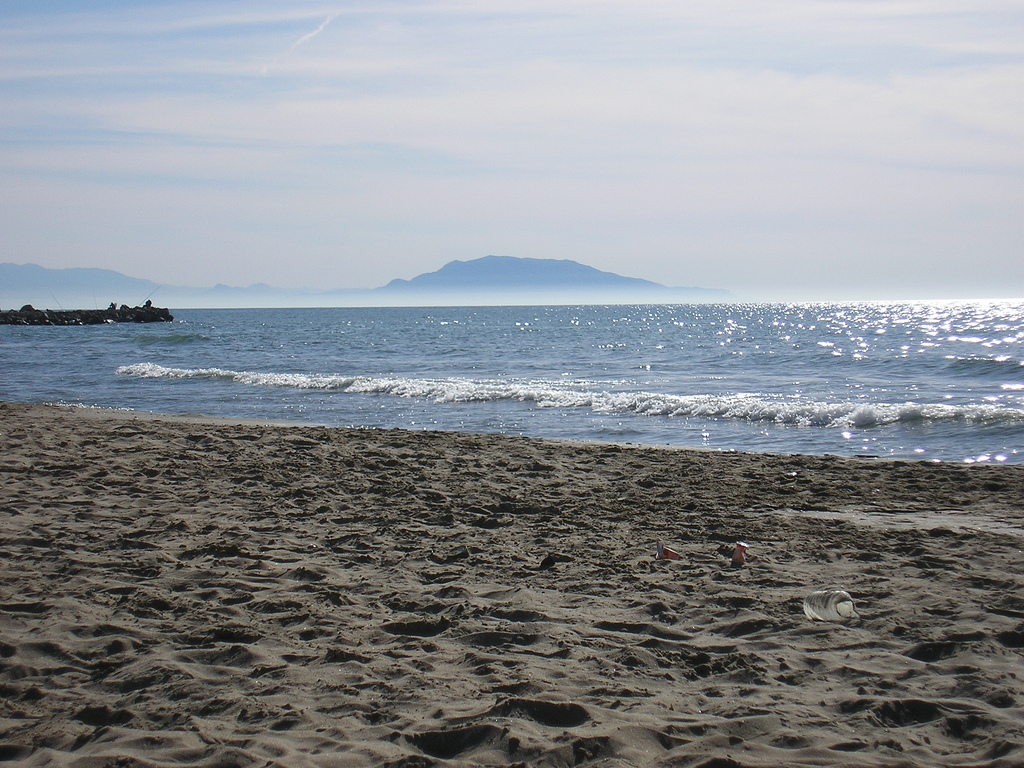
Vue sur le mont Chenoua de Tipaza depuis une plage à Zeralda

En 2004, la wilaya d'Alger avait 36 plages ouvertes à la baignade. En 2012, elle en avait ouvert 64 autres.
Il ne restait en 2013 que cinq plages fermées dans les communes de Zéralda, El Hammamet, Casbah, Aïn Taya et Hussein Dey, car ces plages étaient encore polluées.
- Commune de Zéralda:
  - Plage Kheloufi I
  - Plage Kheloufi II
  - Plage Familiale
  - Plage Complexe Touristique
  - Plage Sable d’Or
  - Plage CRF
  - Plage Champ de Tir
- Commune de Staoueli:
  - Plage Palm Beach
  - Plage Sidi Fredj Est
  - Plage Azur
  - Plage El-Menzeh
  - Plage Moretti
  - Plage Sheraton
  - Plage Sahel
  - Plage Talasso
  - Plage Riadh
  - Plage CRF
  - Plage Sidi Fredj Ouest
- Commune de Chéraga:
  - Plage Dauphin
  - Plage d’Or
  - Plage Club des Pins
  - Plage Les Dunes
- Commune de Aïn Bénian:
  - Plage Grand Rocher
  - Plage Méditerranée
  - Plage Jeunesse
  - Plage Casino
  - Plage Ilots
  - Plage Fontaine
  - Plage Bahdja
- Commune de El Hammamet:
  - Plage Le Phare
  - Plage Martin
  - Plage Les Jumelles
  - Plage La Fayette
  - Plage Les Oiseaux
  - Plage Belvédère
  - Plage Miliani
  - Plage Campino
- Commune de Raïs Hamidou:
  - Plage Le Bar
  - Plage Challon
  - Plage Vigie Casserole
  - Plage La Réserve
  - Plage Franco
  - Plage des Deux Moulins
  - Plage Miramar
  - Plage La Vigie La Grande
  - Plage Sport Nautique
  - Plage Rascasse
  - Plage La Crique
- Commune de Bologhine:
  - Plage Eden
  - Plage Petit Bassin
  - Plage Deux Chameaux
  - Plage d’Olivier
  - Plage Poudrière
- Commune de Bab El Oued:
  - Plage El-Kettani
  - Plage R’MILA
- Commune de Casbah:
  - Plage Kaa Sour
- Commune de Mohammadia:
  - Plage Mazela
  - Plage Pins Maritimes
  - Plage Lido
- Commune de Bordj El Kiffan:
  - Plage Sirène I
  - Plage Sirène II
  - Plage Bateau Cassé
  - Plage Verte Rive
  - Plage Stamboul
- Commune de Bordj El Bahri:
  - Alger Plage
  - Plage Les Ondines Sud
  - Coco Plage
  - Plage Les Ondines Nord
  - Plage La Frégate
- Commune d’El Marsa:
  - Plage Tamantfoust-Est
  - Plage Tamantfoust-Ouest
  - Plage Sidi El-hadj
  - Plage El-marsa centre
  - Plage Zerzouria
- Commune d'Aïn Taya:
  - Plage Tamaris
  - Plage Zerzouria
  - Deca Plage
  - Plage Surcouf
  - Plage kef Ain Taya
- Commune de Heuraoua:
  - Plage Tarfaia
  - Plage El-Kaddous
- Commune de Réghaïa:
  - Plage Reghaia.

## Éducation

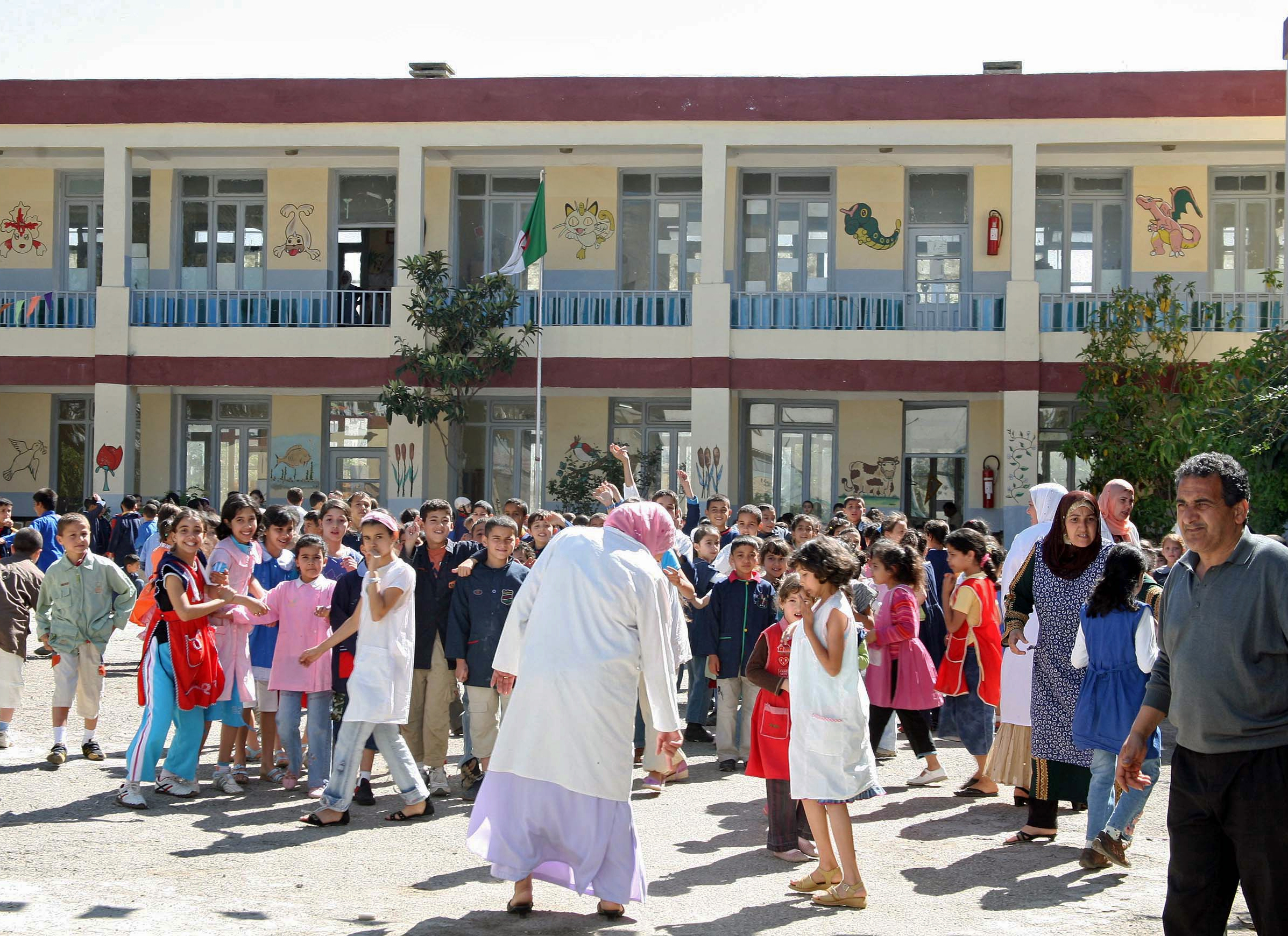
École primaire en Algérie

Les services de l'Éducation au niveau de la wilaya d'Alger sont organisés en trois directions de l'Éducation :
1. la direction de l'Éducation d'Alger-Est comprend les circonscriptions administratives d'El Harrach, Baraki, Dar El Beïda et Rouiba
2. la direction de l'Éducation d'Alger-Centre comprend les circonscriptions administratives de Sidi M'Hamed, Hussein Dey, Bab El Oued et Bouzaréah
3. la direction de l'Éducation d'Alger-Ouest comprend les circonscriptions administratives de Zéralda, Chéraga, Draria, Birtouta et Bir Mourad Raïs

Chacune de ces directions est structurée en services et en bureaux en nombre déterminé procéduralement.
Ces trois directions de l'Éducation d'Alger-Est, d'Alger-Centre et d'Alger-Ouest comprennent chacune, sous l'autorité du directeur de l'Éducation, assisté d'un secrétaire général :
1. le service de la programmation et du suivi
2. le service des finances et des moyens
3. le service de la scolarité et des examens
4. le service des personnels
5. le service de la formation et de l'inspection
6. le service de la gestion des dépenses des personnels

La présence d'une importante communauté diplomatique dans la wilaya a conduit à la création de plusieurs établissements d'enseignement internationaux. El Kalimat School est la première école anglophone à Alger offrant un programme scolaire international enseigné par des instituteurs algériens. 
L’École internationale américaine d'Alger qui accueille des élèves de la maternelle à la septième année, encadrés par des enseignants américains.
Une école française, le Lycée international Alexandre-Dumas d'Alger, accueille les élèves francophones des cycles primaire, moyen et secondaire.
On y trouve également l'École italienne Roma d'Alger et l'École de l'ambassade russe à Alger qui proposent des programmes italien et russe respectivement. Il y avait aussi l'École japonaise d'Alger qui a été fermée en 1993.

### Établissements éducatifs
| Année scolaire | Écoles primaires | Écoles primaires | Écoles primaires | Collèges moyens | Collèges moyens | Collèges moyens | Lycées secondaires | Lycées secondaires | Lycées secondaires | Totaux partiels | Totaux partiels | Totaux partiels | Total |
| -------------- | ---------------- | ---------------- | ---------------- | --------------- | --------------- | --------------- | ------------------ | ------------------ | ------------------ | --------------- | --------------- | --------------- | ----- |
| Année scolaire | Alger Ouest      | Alger Centre     | Alger Est        | Alger Ouest     | Alger Centre    | Alger Est       | Alger Ouest        | Alger Centre       | Alger Est          | Primaires       | Collèges        | Lycées          | Total |
| 2008-2009      |                  |                  |                  |                 |                 |                 |                    |                    |                    | 818             | 257             | 110             | 1 185 |
| 2012-2013      |                  |                  |                  |                 |                 |                 | 36                 | 46                 |                    |                 |                 |                 |       |
| 2013-2014      | 319              |                  |                  | 95              |                 |                 | 37                 |                    | 18                 |                 |                 |                 |       |
| 2014-2015      | 342              | 270              |                  | 103             | 100             |                 | 41                 | 56                 | 20                 | 915             | 306             | 120             | 1 341 |

### Effectifs scolaires
| Année scolaire | Élèves de primaires | Élèves de primaires | Élèves de primaires | Élèves de collèges | Élèves de collèges | Élèves de collèges | Élèves de lycées | Élèves de lycées | Élèves de lycées | Totaux partiels  | Totaux partiels   | Totaux partiels | Total   |
| -------------- | ------------------- | ------------------- | ------------------- | ------------------ | ------------------ | ------------------ | ---------------- | ---------------- | ---------------- | ---------------- | ----------------- | --------------- | ------- |
| Année scolaire | Alger Ouest         | Alger Centre        | Alger Est           | Alger Ouest        | Alger Centre       | Alger Est          | Alger Ouest      | Alger Centre     | Alger Est        | Élèves primaires | Élèves collégiens | Élèves lycéens  | Total   |
| 2012-2013      |                     |                     |                     |                    |                    |                    |                  | 32 000           | 46 000           |                  | 159 000           | 275 000         |         |
| 2013-2014      |                     |                     |                     |                    |                    |                    |                  |                  |                  |                  |                   |                 | 800 000 |
| 2014-2015      |                     |                     |                     |                    |                    |                    |                  |                  |                  | 284 000          | 156 000           | 283 000         | 723 000 |

## Enseignement universitaire

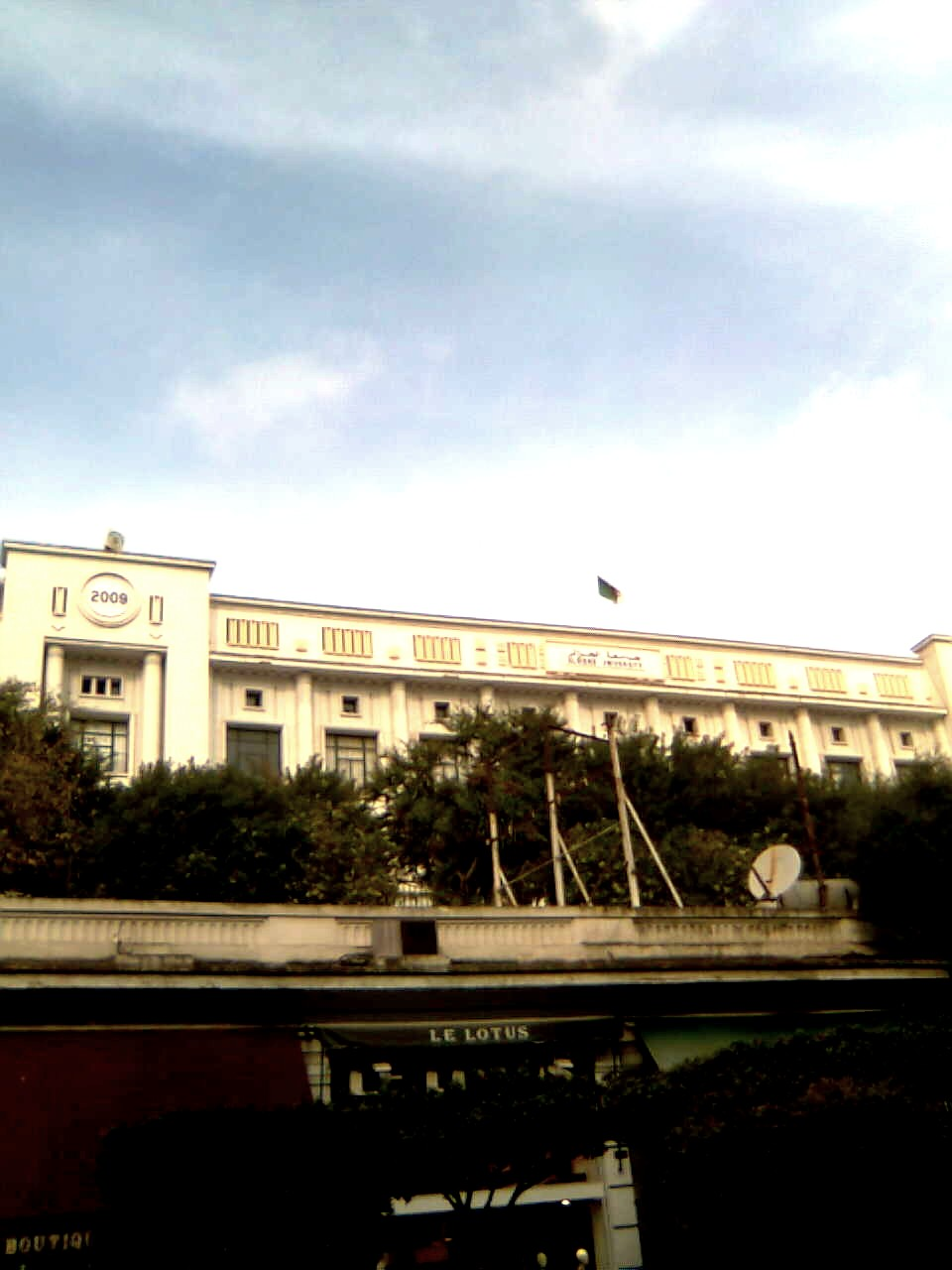
L'université d'Alger

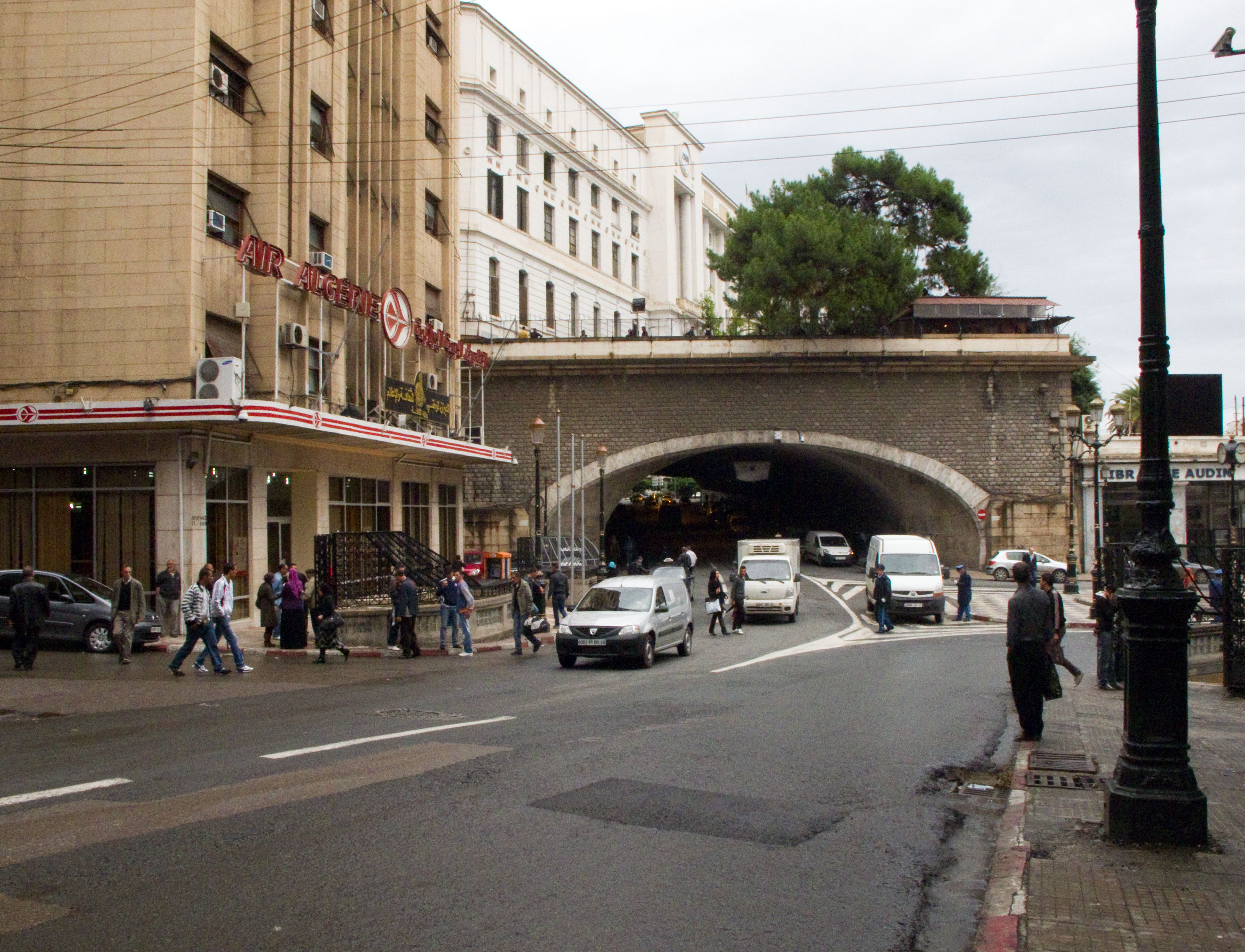
Tunnel des Facultés

La wilaya d'Alger abrite plusieurs universités, instituts et Écoles faisant partie de l'université algérienne.
- Université Benyoucef Benkhedda d'Alger ou université d'Alger 1 - UA
  - Faculté de médecine d'Alger
  - Faculté des sciences islamiques d'Alger
  - Faculté de Droit d'Alger
  - Faculté des sciences d'Alger
- Université d'Alger 2 - UA2
- Université d'Alger 3 - UA3
- Université des sciences et de la technologie Houari-Boumédiène - USTHB (ex-USTA)
- Université de la formation continue - UFC
- École polytechnique d'architecture et d'urbanisme d'Alger - EPAU (ex-INSA)
- École nationale polytechnique d'Alger - ENP
- École nationale supérieure d'informatique d'Alger - ENSI (ex-INI)
- École nationale supérieure vétérinaire d'Alger - ENSVA (ex-ENV)
- École nationale d'administration d'Alger (Algérie) - ENA
- École nationale des travaux publics d'Alger - ENTP
- École nationale supérieure agronomique d'Alger - ENSA (ex-INA)
- École nationale supérieure en statistique et en économie appliquée d'Alger - ENSSEA (ex-INPS)
- École nationale supérieure des sciences de la mer et de l'aménagement du littoral d'Alger - ENSSMAL (ex-ISMAL)
- École nationale supérieure de management d'Alger - ENSM
- École nationale supérieure de technologie d'Alger - ENST
- École nationale supérieure de sciences politiques d'Alger - ENSSP
- École nationale supérieure de journalisme et des sciences de l'information d'Alger - ENSJI
- École Supérieure de Commerce d'Alger - ESC
- École supérieure algérienne des affaires - ESAA
- École supérieure de banque - ESB
- École des hautes études commerciales d'Alger - HEC (ex-INC)
- École normale supérieure de Kouba - ENS
- École normale supérieure de Bouzaréah - ENS
- École préparatoire en sciences économiques, commerciales et sciences de gestion à Alger
- École préparatoire en sciences de la nature et de la vie à Alger
- École préparatoire en sciences et techniques à Alger
- École nationale préparatoire aux études d'ingéniorat - ENPEI (ex-INFORBA)
- Institut national de recherche forestière (INRF)
- Centre cynégétique de Réghaïa (CCR)
- Centre cynégétique de Zéralda (CCZ)
- Centre national de baguage (CNB)
- Institut national de la poste et des technologies de l'information et de la communication (INPTIC)
- Station de recherche forestière de Baraki (SRFB)

L'ensemble de ces institutions est localisé dans plusieurs campus au niveau du territoire de la Wilaya :
- Alger-centre
- Bab Ezzouar
- El Harrach
- Kouba

## Religion
La wilaya d'Alger abrite des dizaines de mosquées réparties dans ses 57 communes. Ces mosquées sont administrées par la Direction des affaires religieuses et des wakfs d'Alger sous la tutelle du Ministère des Affaires religieuses et des Wakfs.

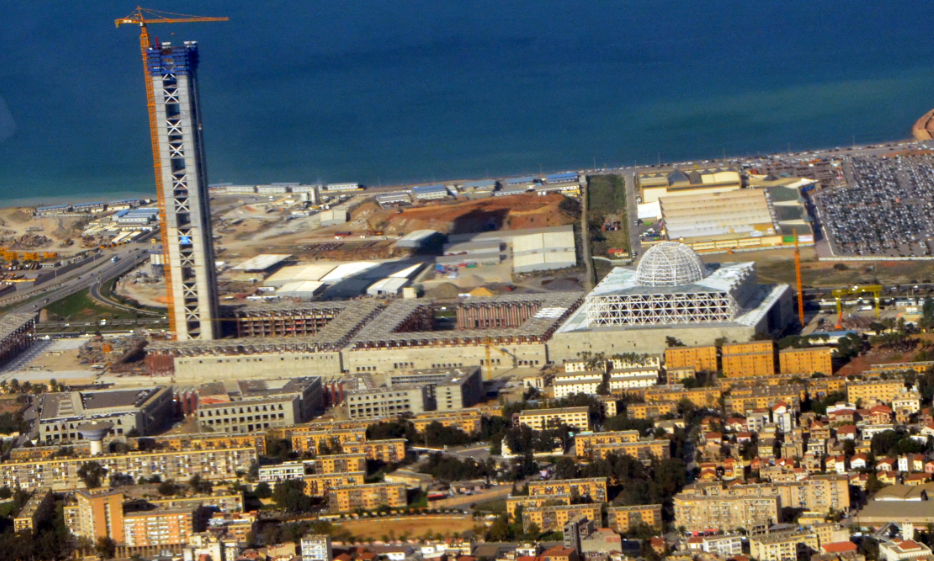
Djamaâ el Djazaïr
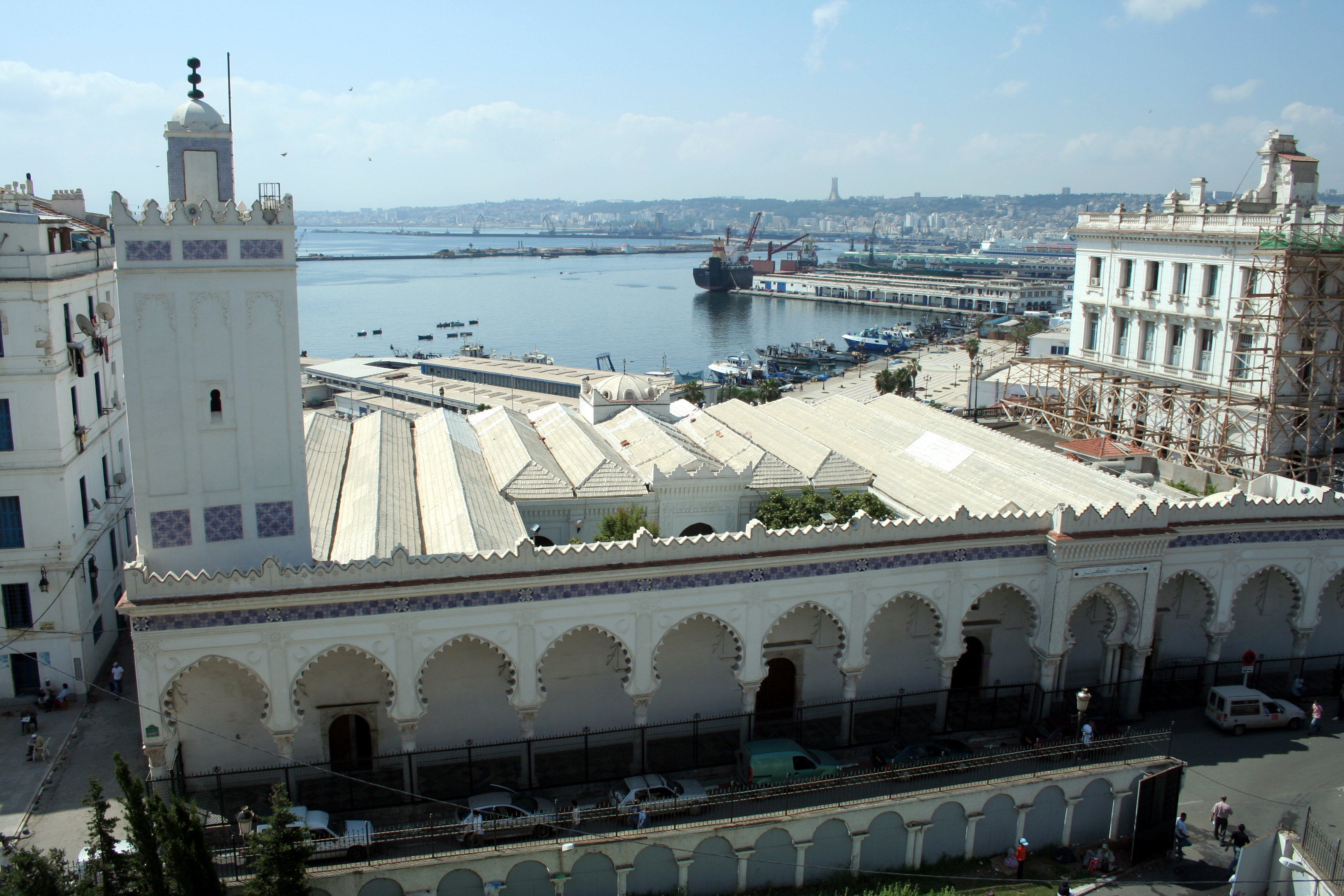
Djamâa El Kebir
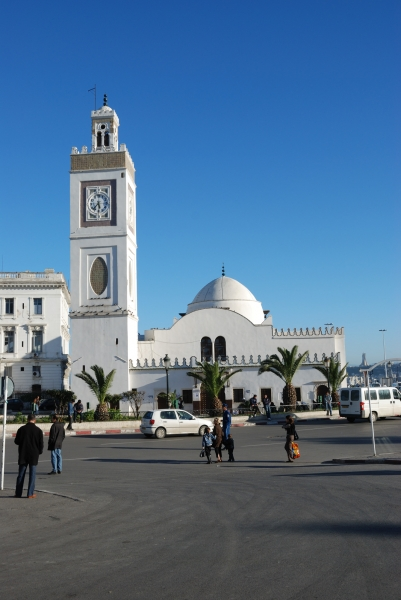
Jamaa al-Jdid
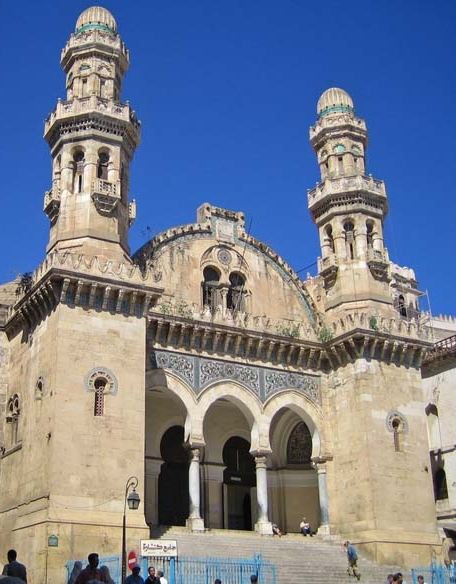
Mosquée Ketchaoua
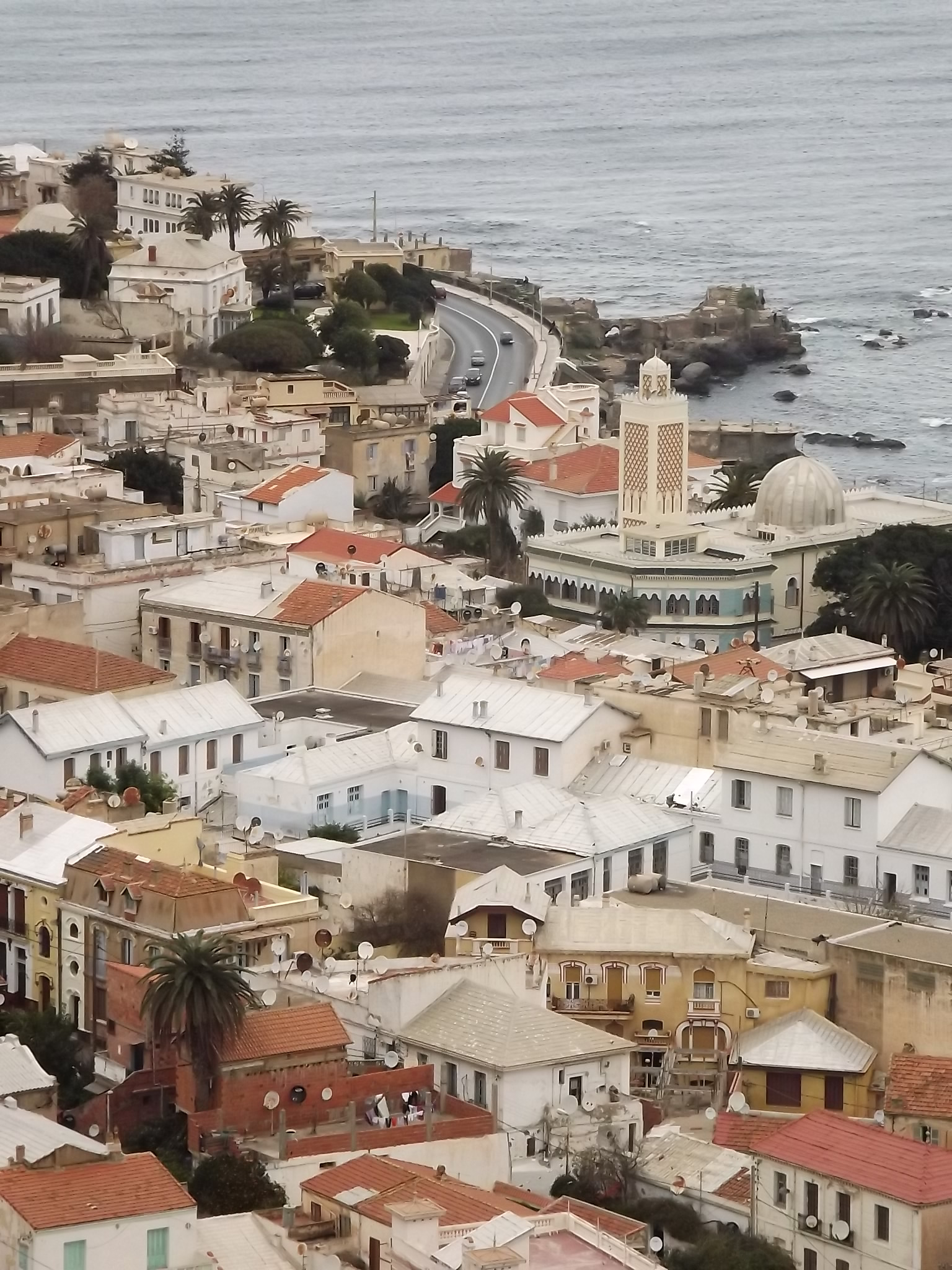
Mosquée El Oumma
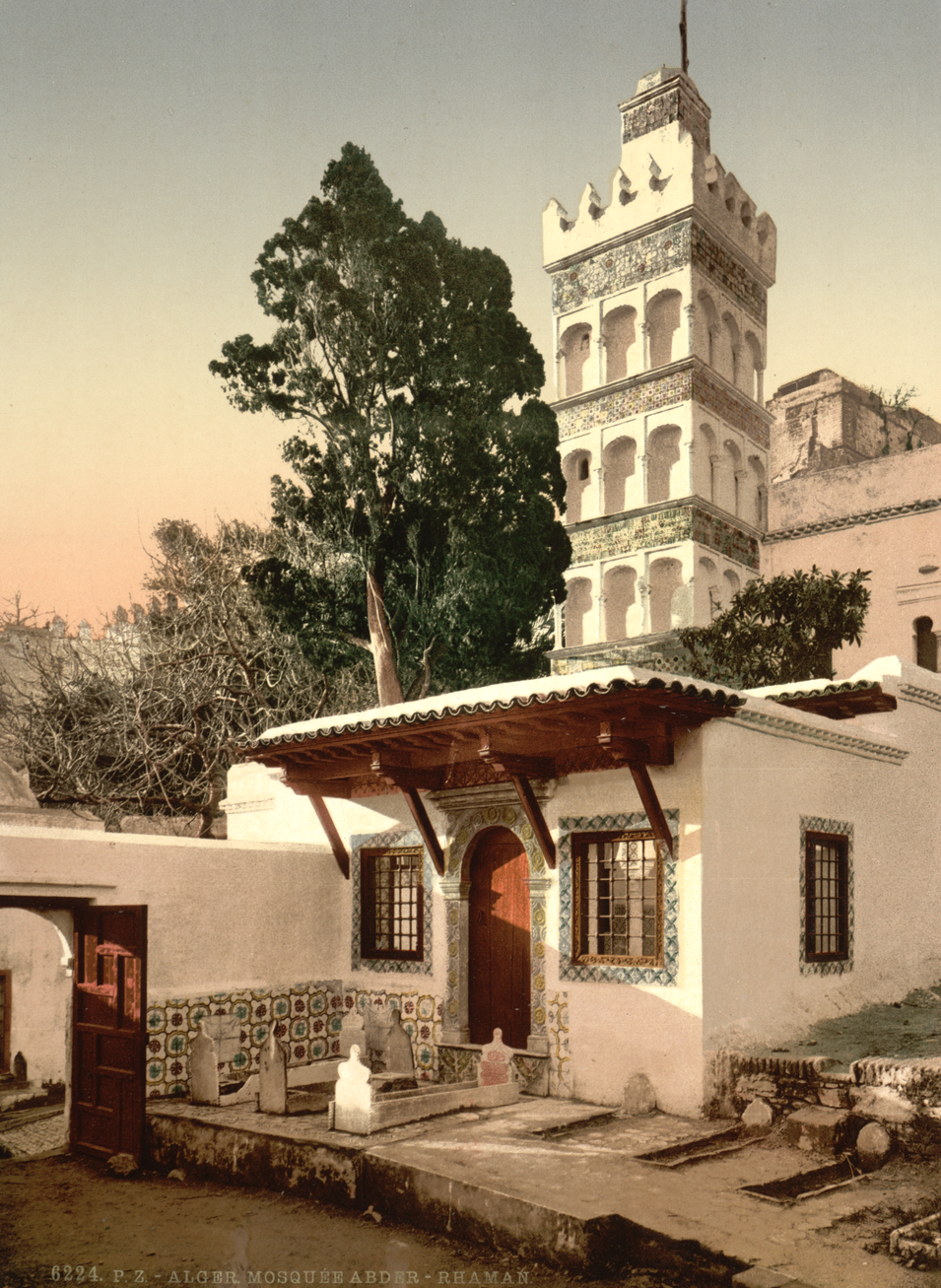
Djamaâ Sidi Abderrahmane

Elle abrite également plusieurs cimetières :
- Cimetière de Bologhine (Cimetière Saint-Eugène)
- Cimetière de Bab Ezzouar (Cimetière d'El Alia)
- Cimetière El Kettar (Djebana Bab El Oued)
- Cimetière de Kouba (Djebana Sidi Garidi)

## Justice
1. Cour d'Alger
2. Tribunal de Dar El Beïda
3. Tribunal de Hussein Dey
4. Tribunal de Bir Mourad Raïs
5. Tribunal de Sidi M'Hamed
6. Tribunal de Bab El Oued
7. Tribunal d'El Harrach

## Culture

### Bibliothèques
La wilaya d'Alger abrite plusieurs bibliothèques. La Bibliothèque nationale d'Algérie est actuellement située dans la commune de Belouizdad. Fondée par Adrien Berbrugger en 1835, elle a connu durant près de deux siècles d'existence, différentes mutations et plusieurs sites.
Près de 300 000 ouvrages ont été détruits, le 7 juin 1962, par le sabotage que l'Organisation armée secrète (OAS) avait perpétré dans la Bibliothèque universitaire d'Alger. Elle était, après celle de la Sorbonne, la plus importante de tout le secteur de l’enseignement supérieur colonial français.
Le Fonds de la Bibliothèque universitaire d'Alger est actuellement un fonds pluridisciplinaire et encyclopédique. L’existence d’une bonne partie du fonds paru entre le XVIIIe et le XXe siècle lui confère ce rôle de « Bibliothèque de Conservation » et de « Bibliothèque Patrimoniale ».
- Monographies arabes : 60 000 titres environ
- Monographies latines : 200 000 titres environ
- Thèses et travaux académiques : environ 190 000 titres
- Périodiques support papier : 4 650 titres environ
- Titres de collections : 5 243 titres environ
- Livres anciens (1494-1900) : 1 300 titres environ
- Monographies avant l’incendie : 80 000 titres environ
- Cartes et Atlas : 860 titres environ
- Microformes (Microfiches et Microfilms) : 1 200 titres environ
- CD-ROM : 297 disques optiques

### Musées

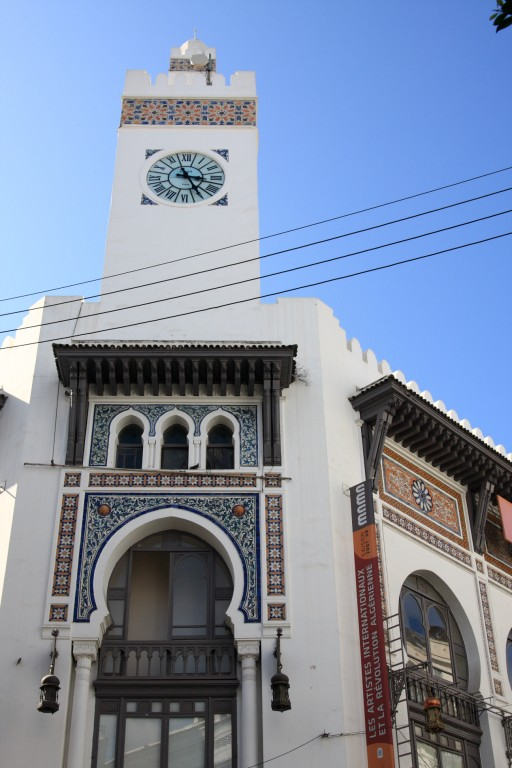
Musée national d'art moderne et contemporain d'Alger (MAMA)

La wilaya d'Alger comporte plusieurs musées :
1. Musée national du Bardo
2. Musée national des beaux-arts d'Alger
3. Musée national d'art moderne et contemporain d'Alger (MAMA)
4. Musée national des antiquités et des arts islamiques
5. Agence nationale de l’archéologie
6. Musée des arts et traditions populaires d'Alger
7. Musée national de l'enluminure, de la miniature et de la calligraphie
8. Palais des Raïs

### Salles de spectacle

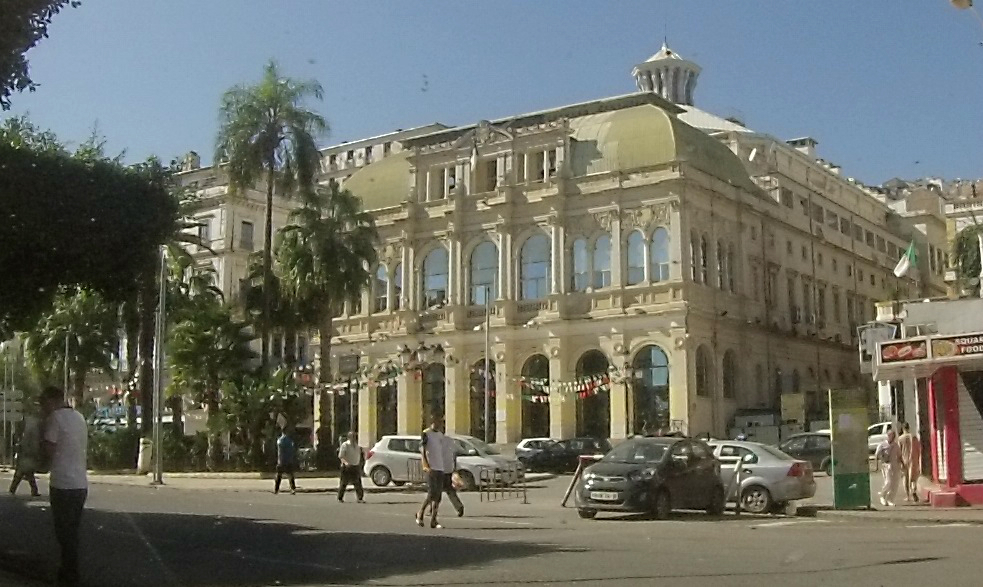
Théâtre national algérien, ex Opera d'Alger

C'est Mahieddine Bachtarzi qui est la figure de proue du théâtre algérien[réf. nécessaire]
Plusieurs salles de spectacle sont implantées dans la wilaya:
- Théâtre national algérien
- Grand opéra d'Alger

### Salles de cinéma
La wilaya compte plusieurs salles de cinéma:
1. Cinémathèque d'Alger
2. Cinéma El Mouggar
3. Cinéma Algéria
4. Cinéma Cosmos
5. Cinéma Afrique
6. Cinéma El Khayam
7. Cinéma Zinet
8. Cinéma El Thakafa
9. Cinéma Frantz Fanon

### Gastronomie
La cuisine dans la wilaya d'Alger est riche en spécialités culinaires et en plats divers.

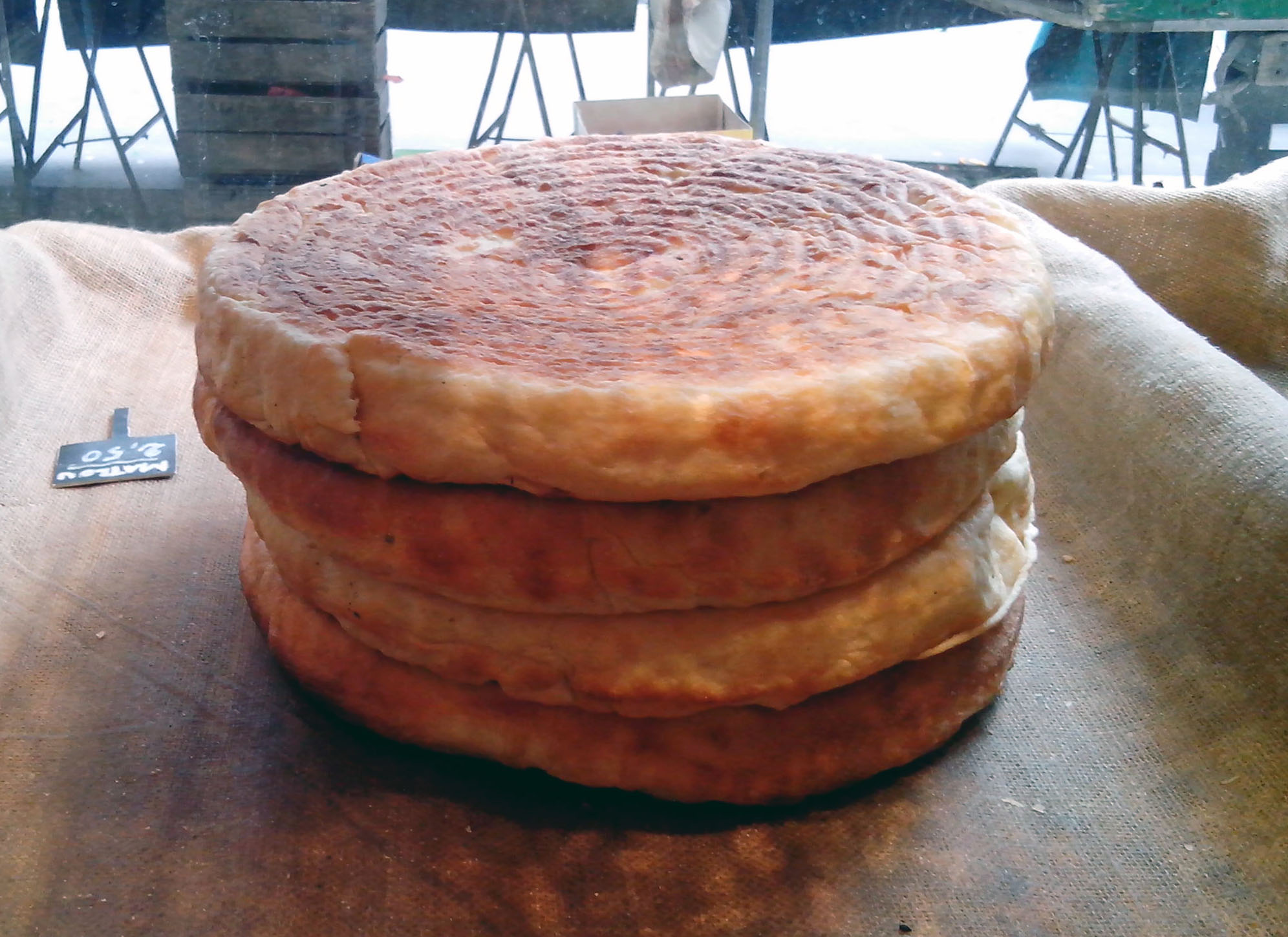
Galette de Matlouh
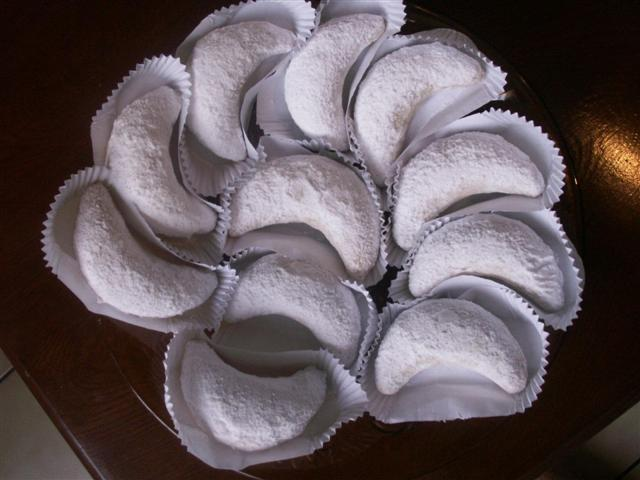
Tcharak msaker (corne de gazelle)
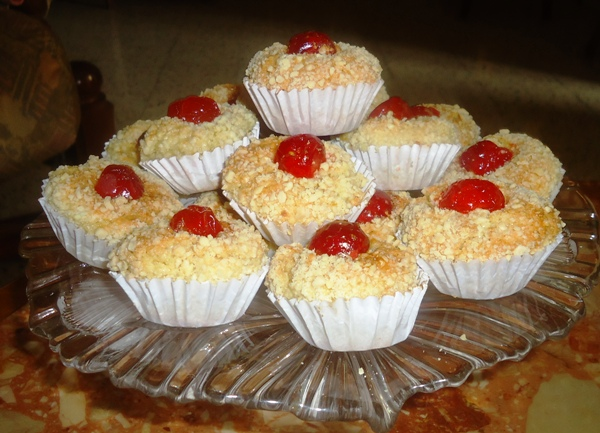
Mchewek
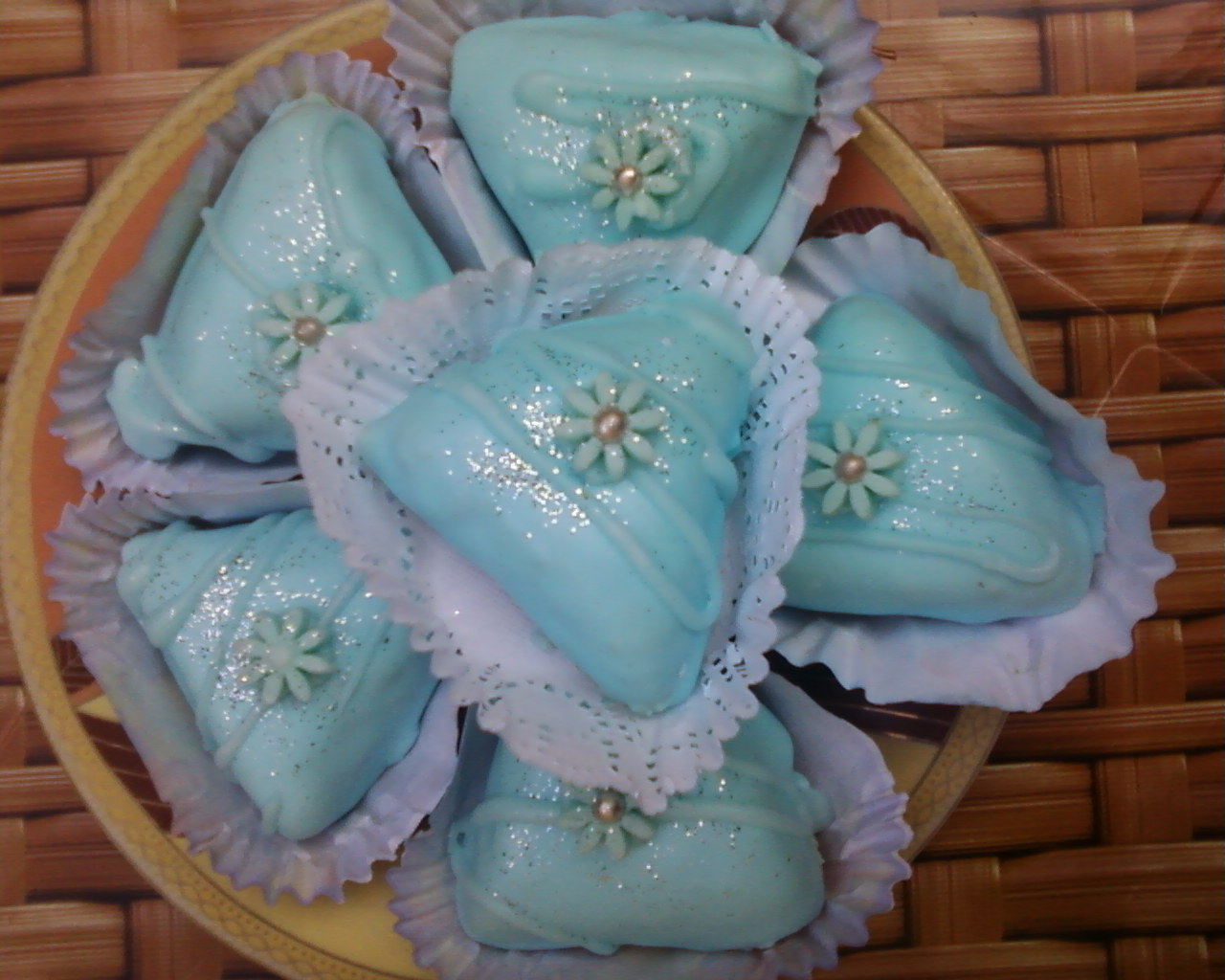
M'khabez
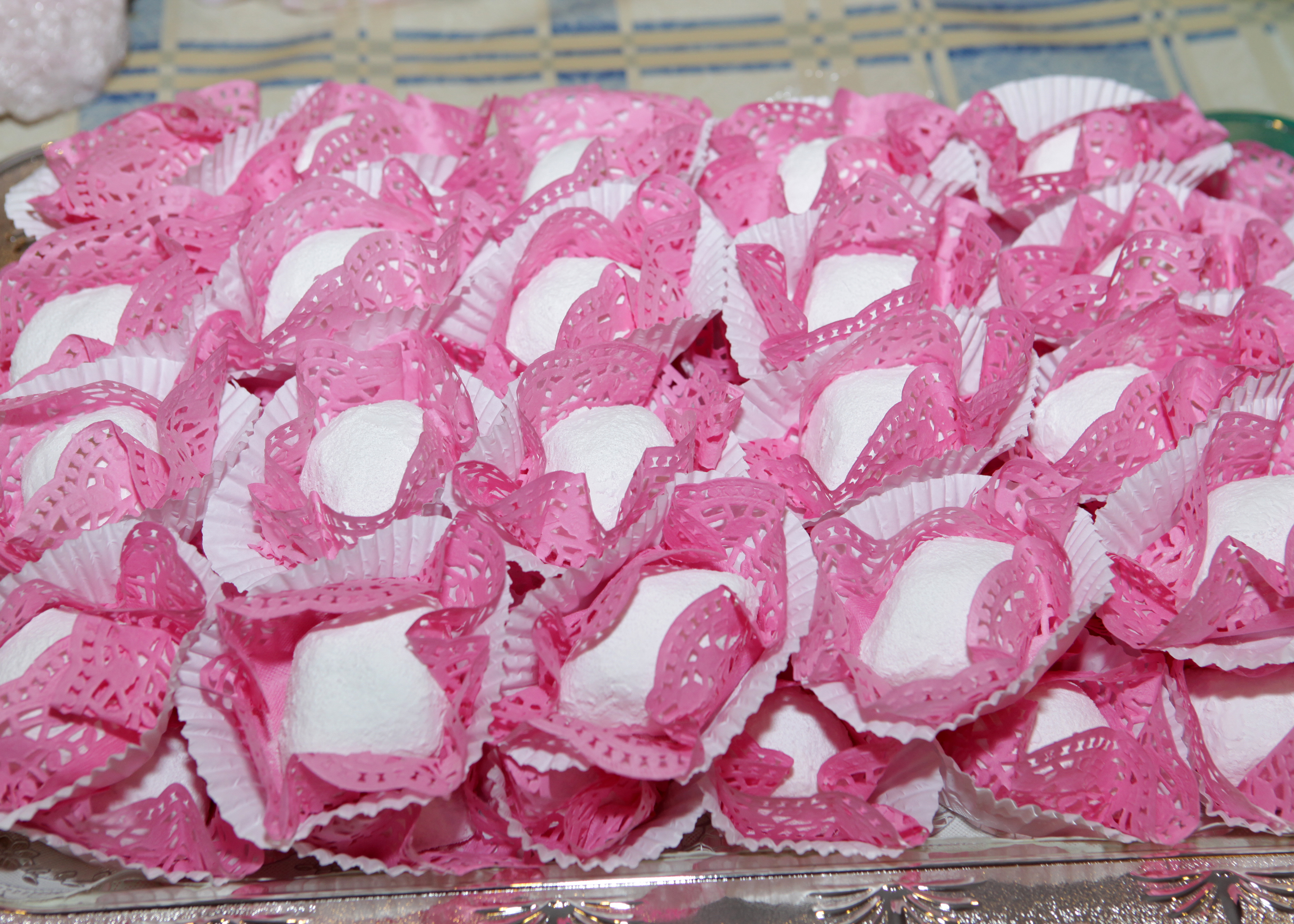
Makrout ellouz
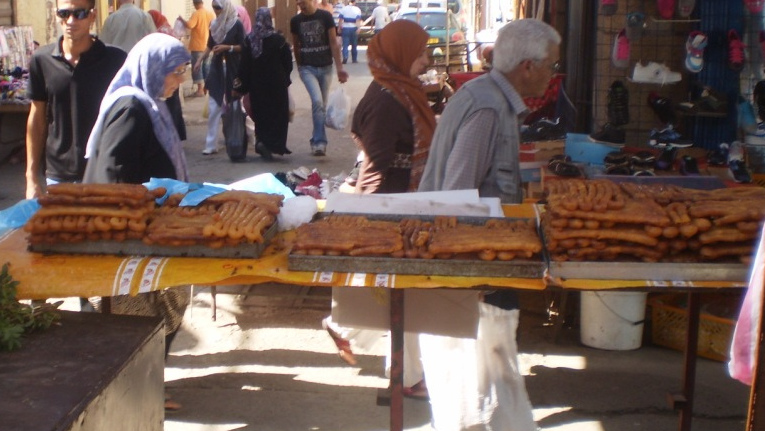
Zlabia
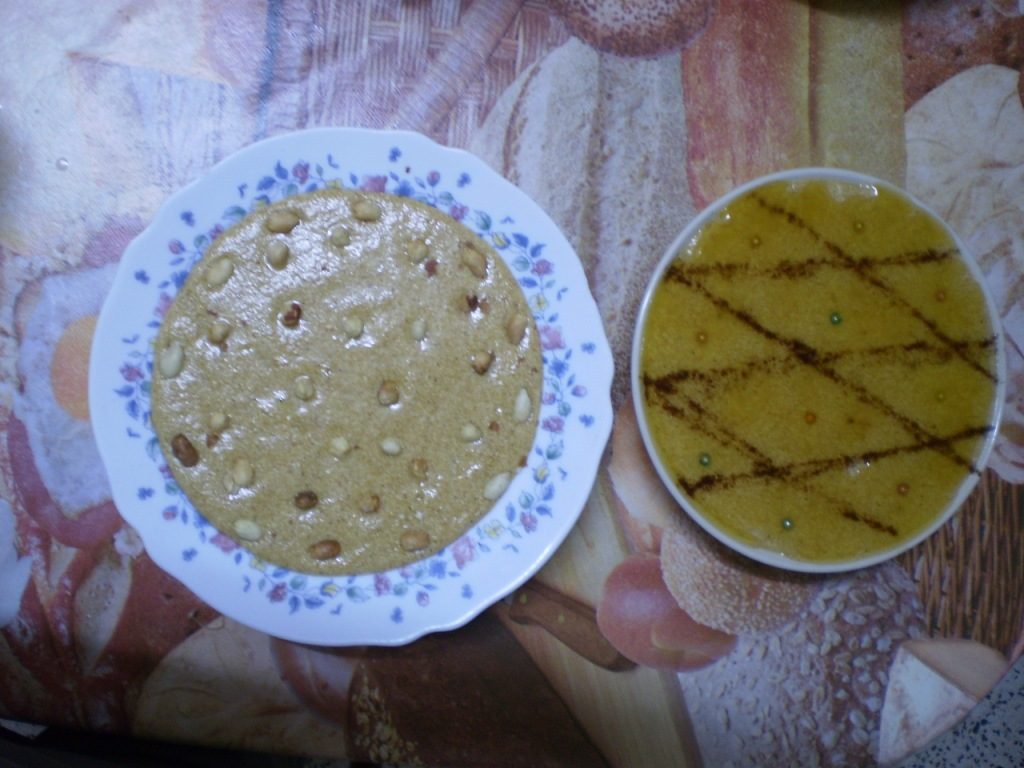
Tamina

## Santé

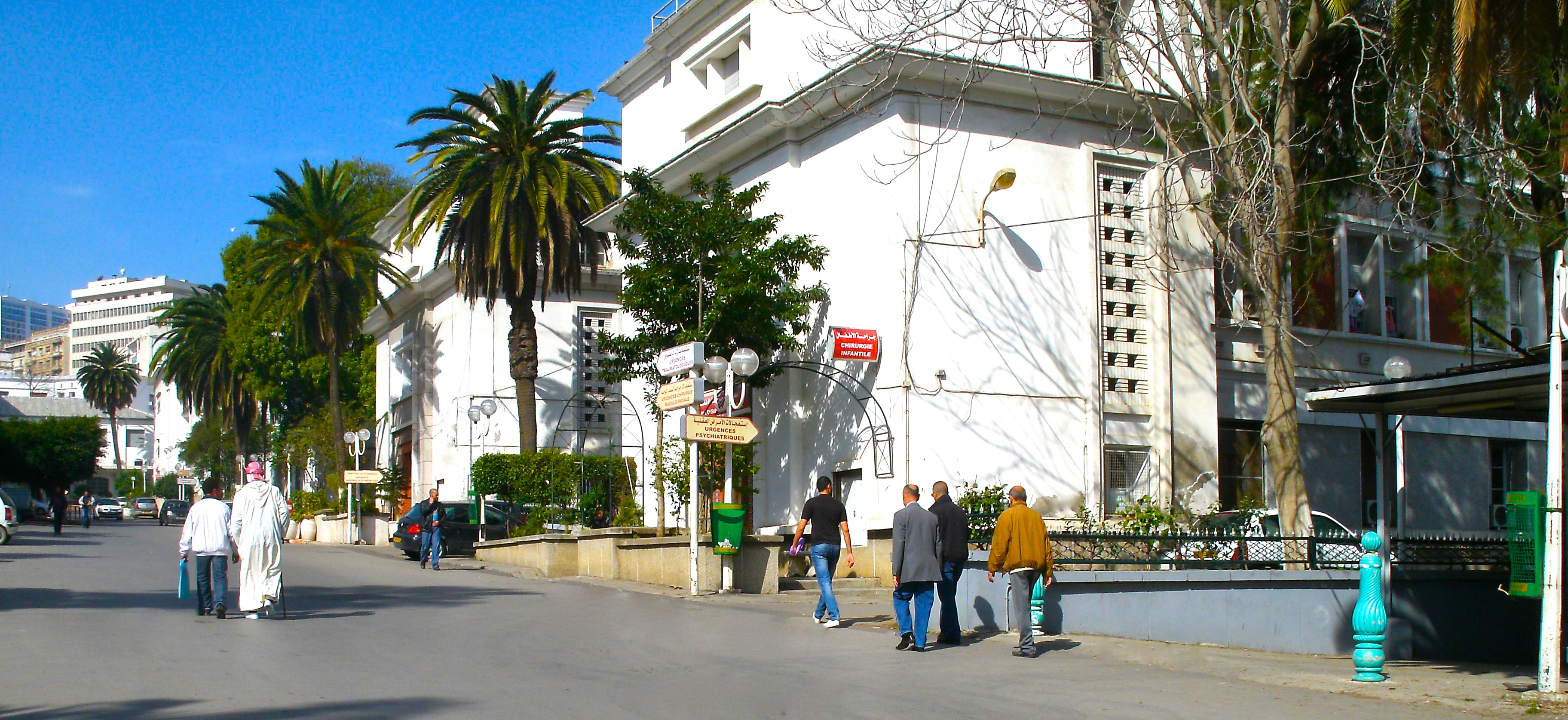
Hôpital Mustapha Bacha d'Alger

Le secteur de la santé est administré par une Direction de la Santé et de la Population (DSP) faisant partie des 58 directions wilayales en Algérie.
Cette DSP prend en charge les hôpitaux et autres structures sanitaires, ainsi que le personnel de la santé, dans les deux secteurs public et privé.
Les structures hospitalières dans cette wilaya font partie des hôpitaux en Algérie qui sont rattachés au ministère de la Santé en Algérie.
Cette DSP gère les établissements hospitaliers suivants :
- Hôpital Mustapha Bacha d'Alger[95]
- Hôpital Belkacemi Tayeb de Zeralda
- Hôpital des brûlés d'Alger
- Hôpital Drid Hocine d'Alger
- Hôpital de Chéraga
- Hôpital Azur Plage d'Alger
- Hôpital de Ben Aknoun
- Hôpital de Tixéraïne d'Alger
- Hôpital de Douéra[96]
- Hôpital Rahmani d'Alger
- Hôpital d'El Kettar
- Hôpital Ali Aït Idir
- Hôpital Djillali Rahmoune d'El Mouradia
- Hôpital Bachir Mentouri de Kouba
- Hôpital Djillali Belkhenchir d'El Biar
- Hôpital Hassen Badi d'El Harrach
- Hôpital de Hussein Dey
- Hôpital Bouchenafa de Sidi M'Hamed
- Hôpital Selim Z’Mirli d'El Harrach
- Hôpital de Rouiba
- Hôpital de Bologhine
- Hôpital d'Aïn Taya

## Jeunesse et sports

### Stades de football

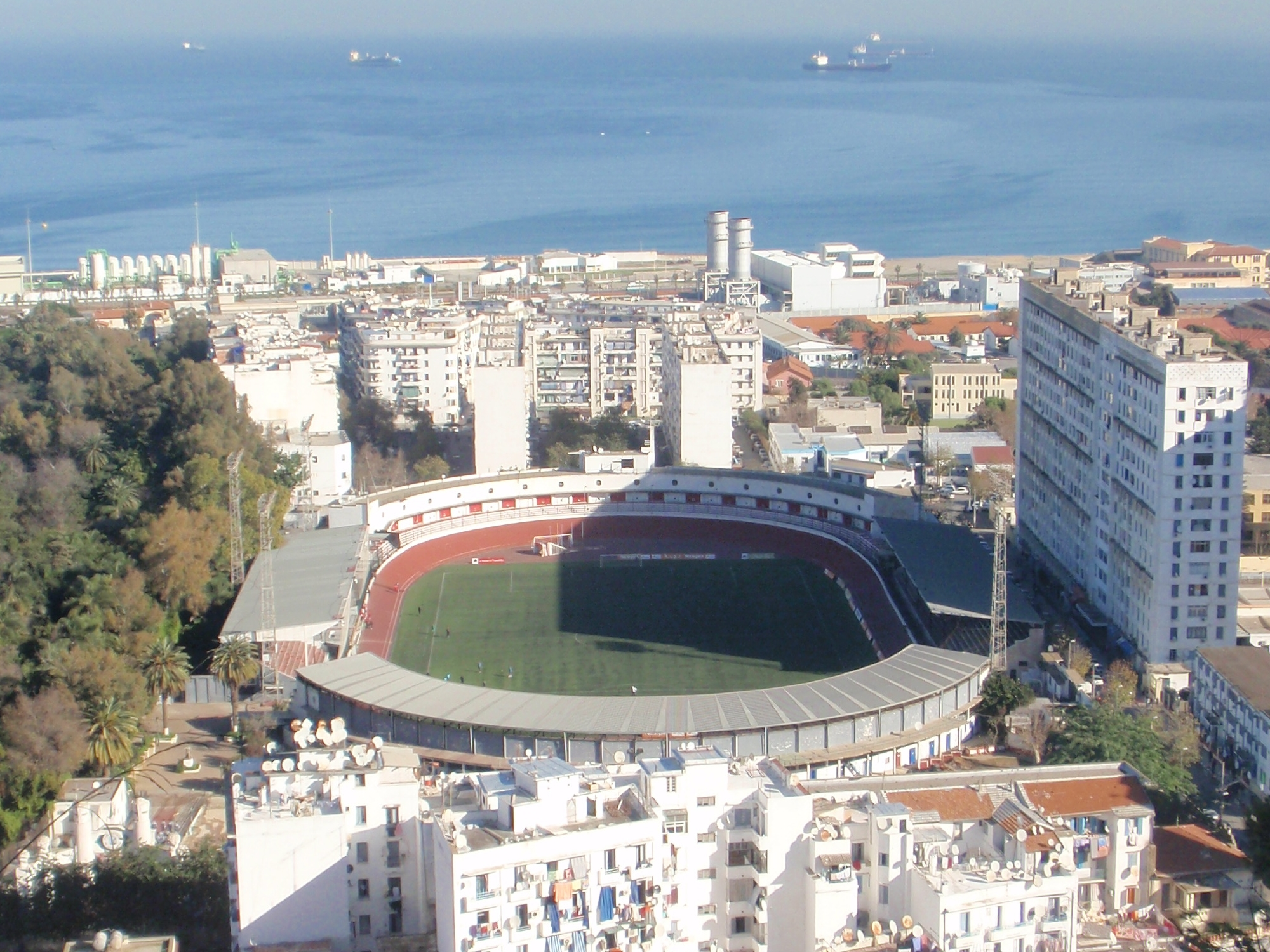
Stade du 20 août 1955 à Alger

Les communes de la wilaya d'Alger abritent plusieurs stades de football :
1. Stade du 1er-Novembre-1954
2. Stade du 20-Août-1955
3. Stade du 5-Juillet-1962
4. Stade Omar-Hamadi
5. Stade Mohamed-Benhaddad
6. Stade des Frères-Zioui
7. Stade Nelson-Mandela

### Clubs professionnels
La wilaya d'Alger abrite plusieurs clubs sportifs.
| Nom                                                 | Sport           | Division                             | Stade/Salle                        | Fondation | Titres |
| --------------------------------------------------- | --------------- | ------------------------------------ | ---------------------------------- | --------- | ------ |
| Mouloudia Club d'Alger (football)                   | Football        | Championnat d'Algérie de football    | Stade du 5-Juillet-1962            | 1921      | 23     |
| Chabab Riadhi de Belouizdad (CRB)                   | Football        | Championnat d'Algérie de football    | Stade du 20-Août-1955 (Alger)      | 1962      | 20     |
| Union sportive de la médina d'Alger (USMA)          | Football        | Championnat d'Algérie de football    | Stade Omar-Hamadi                  | 1937      | 19     |
| Nasr athlétique d'Hussein Dey (NAHD)                | Club omnisports | Sport en Algérie                     | Stade des Frères-Zioui             | 1947      | 1      |
| Nasr athlétique d'Hussein Dey (football)            | Football        | Championnat d'Algérie de football    | Stade des Frères-Zioui             | 1947      | 2      |
| Union Sportive Madinet El Harrach (USMH)            | Football        | Championnat d'Algérie de football    | Stade du 1er-Novembre-1954 (Alger) | 1935      | 3      |
| Raed Chabab Kouba (RCK)                             | Football        | Championnat d'Algérie de football    | Stade Mohamed-Benhaddad            | 1945      | 1      |
| Raed Chabab Kouba (Handball)                        | Handball        | Coupe d'Algérie de handball          | Stade Mohamed-Benhaddad            | 1945      | 1      |
| Raed Chabab Kouba (Basketball)                      | Basketball      | Championnat d'Algérie de basket-ball | Stade Mohamed-Benhaddad            | 1945      | 1      |
| Paradou Athletic Club (Football)                    | Football        | Championnat d'Algérie de football    | Stade Ould Moussa Saïda            | 1994      | 0      |
| Widad Amel Rouiba (Football)                        | Football        | Championnat d'Algérie de football    | Stade Boualem Mabrouki             | 1947      | 0      |
| Nadie Amel Riadhi Baladiat Réghaïa (Football)       | Football        | Championnat d'Algérie de football    | Stade Boualam Bourada              | 1954      | 0      |
| Chabab Riadi Baladaiat Dar El Beida (CRBDB)         | Club omnisports | Sport en Algérie                     | Stade de Dar El Beïda              | 1941      | 4      |
| CRB Dar El Beïda (Football)                         | Football        | Championnat d'Algérie de football    | Stade de Dar El Beïda              | 1941      | 0      |
| CRB Dar El Beïda (Basketball)                       | Basketball      | Championnat d'Algérie de basket-ball | Stade de Dar El Beïda              | 1977      | 1      |
| Jeunesse Sportive Madinet Chéraga (Football)        | Football        | Championnat d'Algérie de football    | Stade Laâmali                      | 1948      | 0      |
| Union Sportive Madinet Chéraga (Football)           | Football        | Championnat d'Algérie de football    | Stade Laâmali                      | 1993      | 0      |
| Widad Riadhi de Bentalha (Football)                 | Football        | Championnat d'Algérie de football    | Stade Aït El Hocine (Baraki)       | 1977      | 0      |
| Olympique Moustakbal Ruisseau El Anasser (Football) | Football        | Championnat d'Algérie de football    | Stade du 20-Août-1955 (Alger)      | 1962      | 0      |
| Jeunesse sportive d'El Biar (Football)              | Football        | Championnat d'Algérie de football    | Stade Abderrahmane Ibrir           | 1944      | 0      |

## Travaux publics

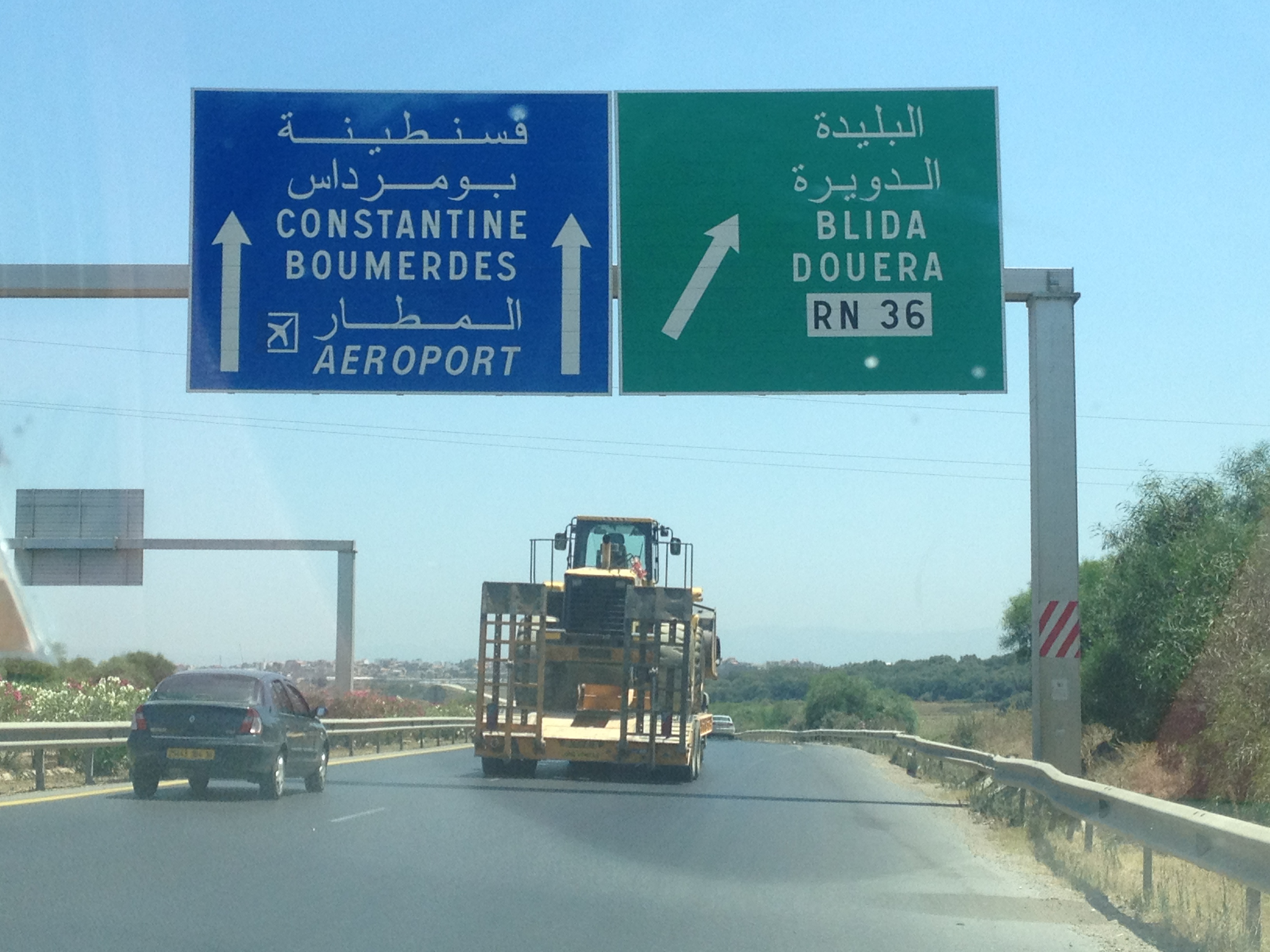
2e Rocade Sud d'Alger au niveau de Douéra

### Parc roulant
Près de 1,5 million de véhicules sont immatriculés dans la wilaya d'Alger (numérotée : 16). Environ 330 000 voitures de tourisme et 1 200 poids lourds entrent dans la capitale, chaque jour, arrivant des autres wilayas, essentiellement celles voisines (Blida, Tipaza, Tizi Ouzou et Boumerdès).
Plus de 5,7 millions de déplacements d’automobiles sont enregistrés quotidiennement à Alger. À ce titre, Alger compte près du quart du parc roulant du pays.

### Réseau routier
Les différents travaux de voirie ont permis d'augmenter le nombre des kilomètres carrossables, et surtout celui des voies express. Un nombre de 22 trémies a été ouvert à la circulation, ainsi que des carrefours et des chemins contournant les centres urbains, pour éviter les embouteillages.
L'éclairage public est installé aussi sur de nombreux tronçons d’autoroutes. La signalisation par feux tricolores au niveau des carrefours va équiper 100 sur les 600 carrefours existants.
L'Autoroute Est-Ouest traverse la wilaya d'Alger au niveau des deux communes de Baraki et Les Eucalyptus et Sidi Moussa.

## Transports
Le secteur du transport à Alger est administré par la Direction des Transports (DT) faisant partie des 48 DTs Wilayales en Algérie.
Cette DT prend en charge les transports routier, ferroviaire, aérien et maritime et autres structures de transport, ainsi que le personnel affilié, dans les deux secteurs public et privé.

### Transport routier

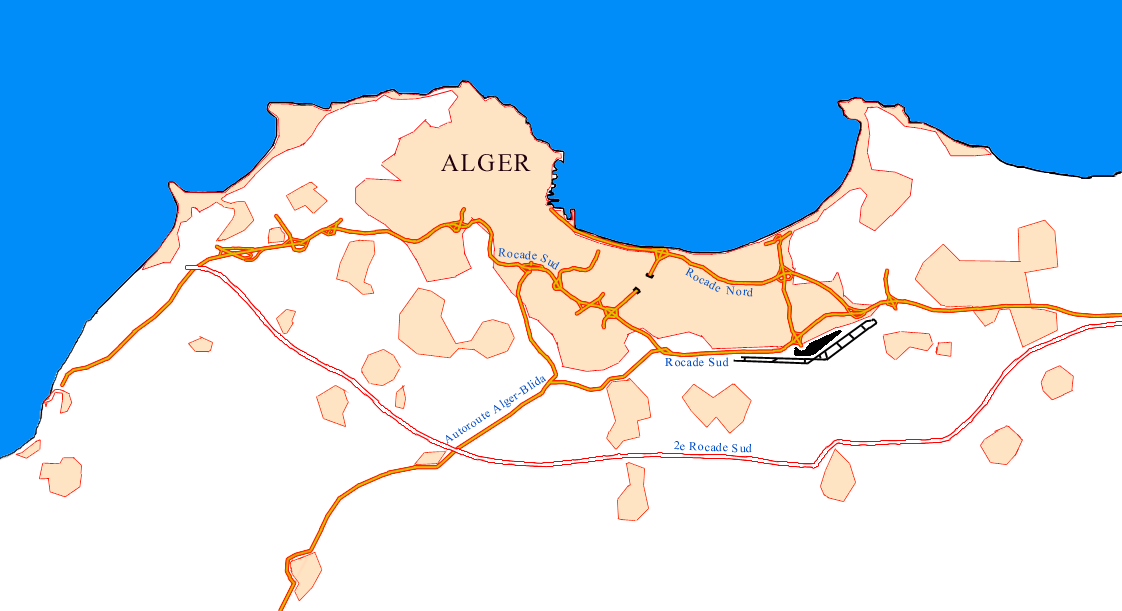
Réseau de transport routier à Alger

La wilaya d'Alger gère un parc roulant public et privé pour le transport de voyageurs et de marchandises.
La wilaya d'Alger est desservie par plusieurs routes nationales :
- Route nationale 1 : RN1 (Route de Tamanrasset)
- Route nationale 5 : RN5 (Route de Constantine)
- Route nationale 8 : RN8 (Route de Bou Saâda)
- Route nationale 11 : RN11 (Route d'Oran)
- Route nationale 24 : RN24 (Route de Béjaïa)
- Route nationale 36 : RN36 (Route de Dély Ibrahim)
- Route nationale 38 : RN38 (Route de Bourouba)
- Route nationale 41 : RN41 (Route de Sidi Fredj)
- Route nationale 61 : RN61 (Route de Boufarik)
- Route nationale 63 : RN63 (Route de Zéralda)
- Route nationale 67 : RN67 (Route de Hadjout)
- Autoroute Est-Ouest

La wilaya d'Alger compte plus de 17 000 bus et minibus de transport privé. Le secteur privé assure 90 % des activités de transport des voyageurs. C'est à la gare routière de la place du 1er mai à Alger que les transporteurs privés sont chargés des liaisons vers les différentes régions de la capitale.
L'Entreprise de transport urbain et suburbain d'Alger (ETUSA) est l'entreprise publique de transport commun de voyageurs. L’ETUSA, leader du transport public de voyageurs en modes urbain et suburbain dans la wilaya d’Alger, assure chaque jour les déplacements de millions de personnes.

### Transport par téléphériques

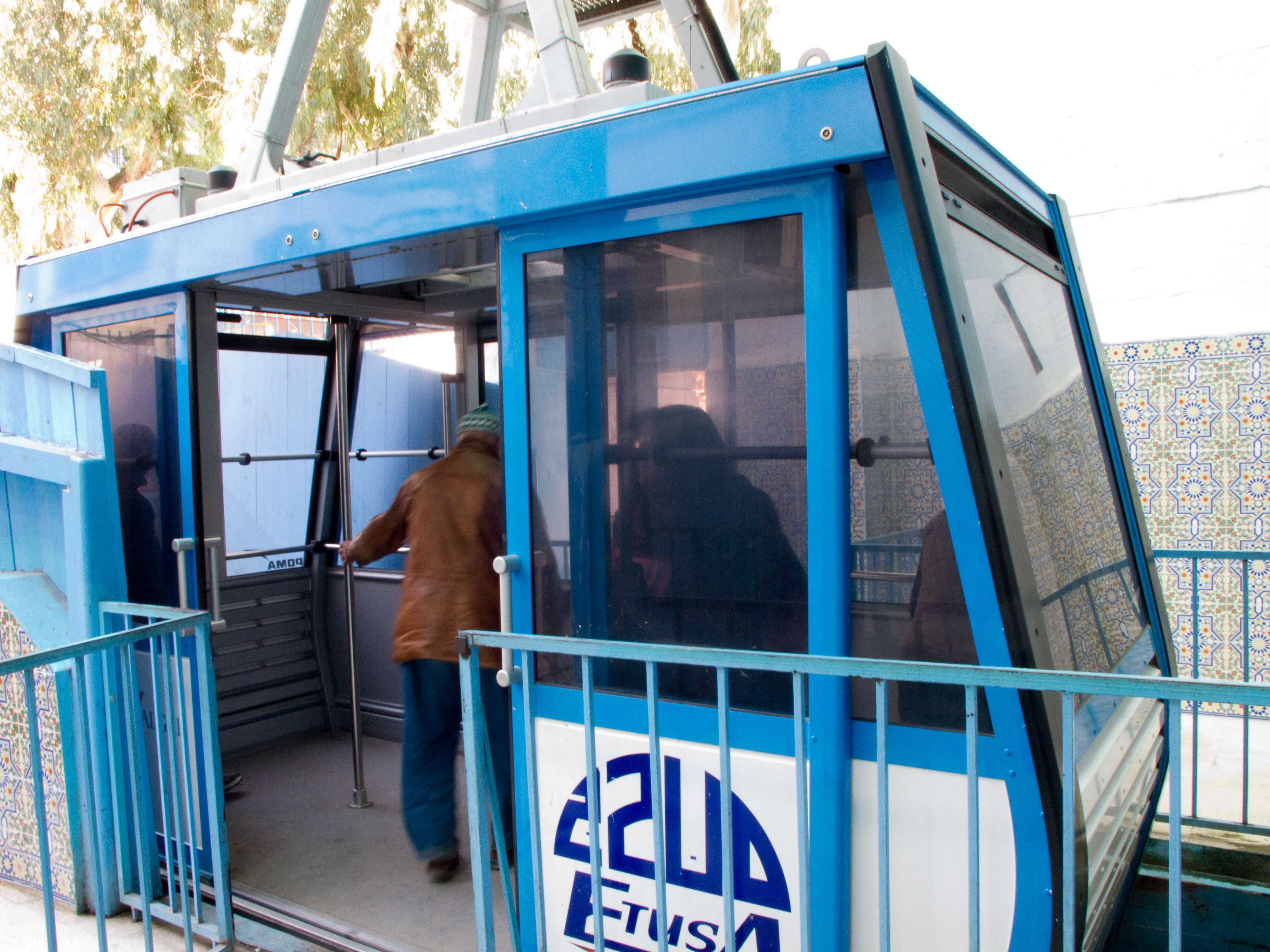
Téléphérique ETUSA à Alger

Les Téléphériques d'Alger sont gérés par l'Entreprise de transport urbain et suburbain d'Alger (ETUSA).

### Transport ferroviaire

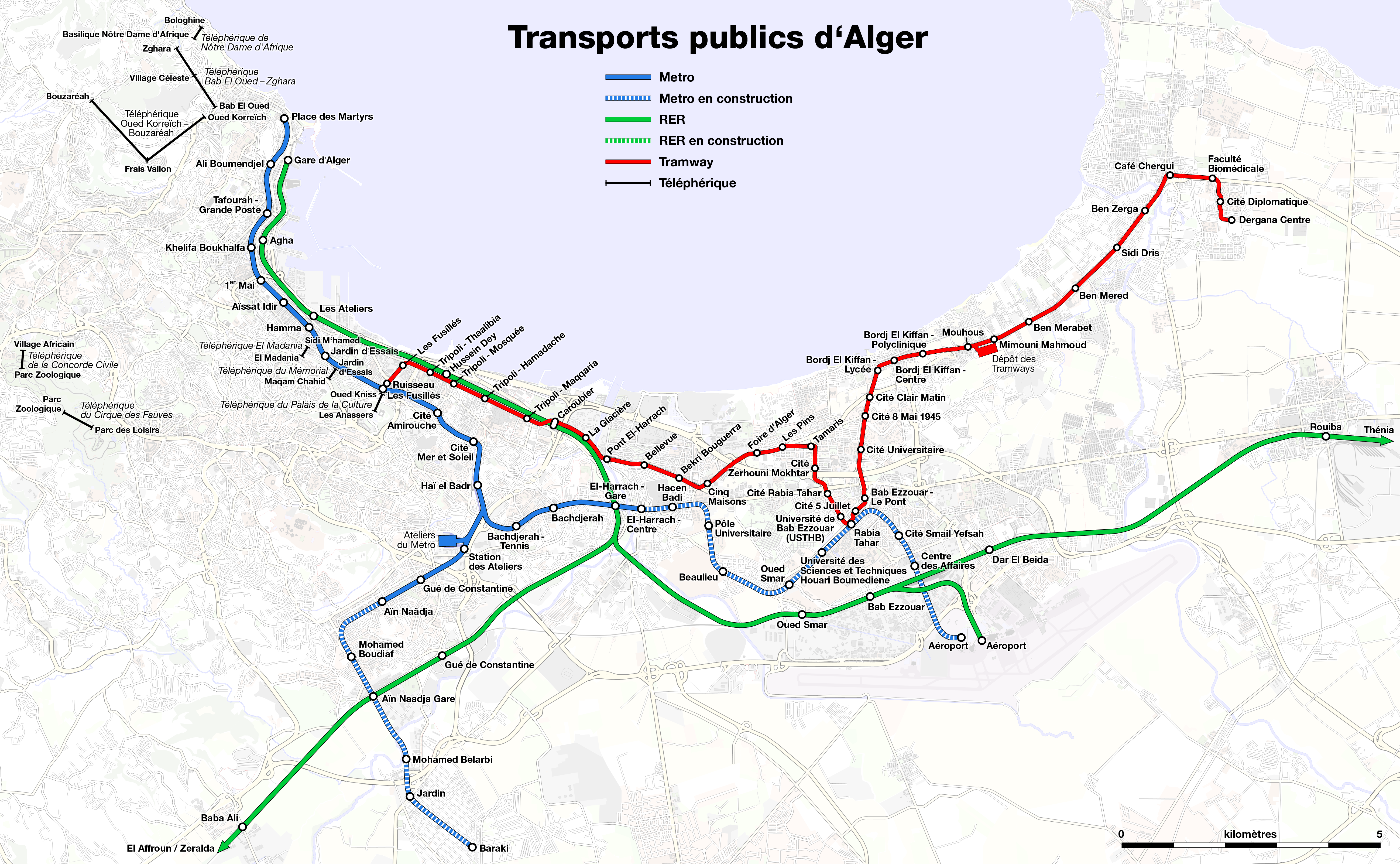
Lignes de transports ferroviaire autour d'Alger

Le transport ferroviaire dans la wilaya d'Alger présente différents moyens comme le train, le tramway et le métro.

#### Train

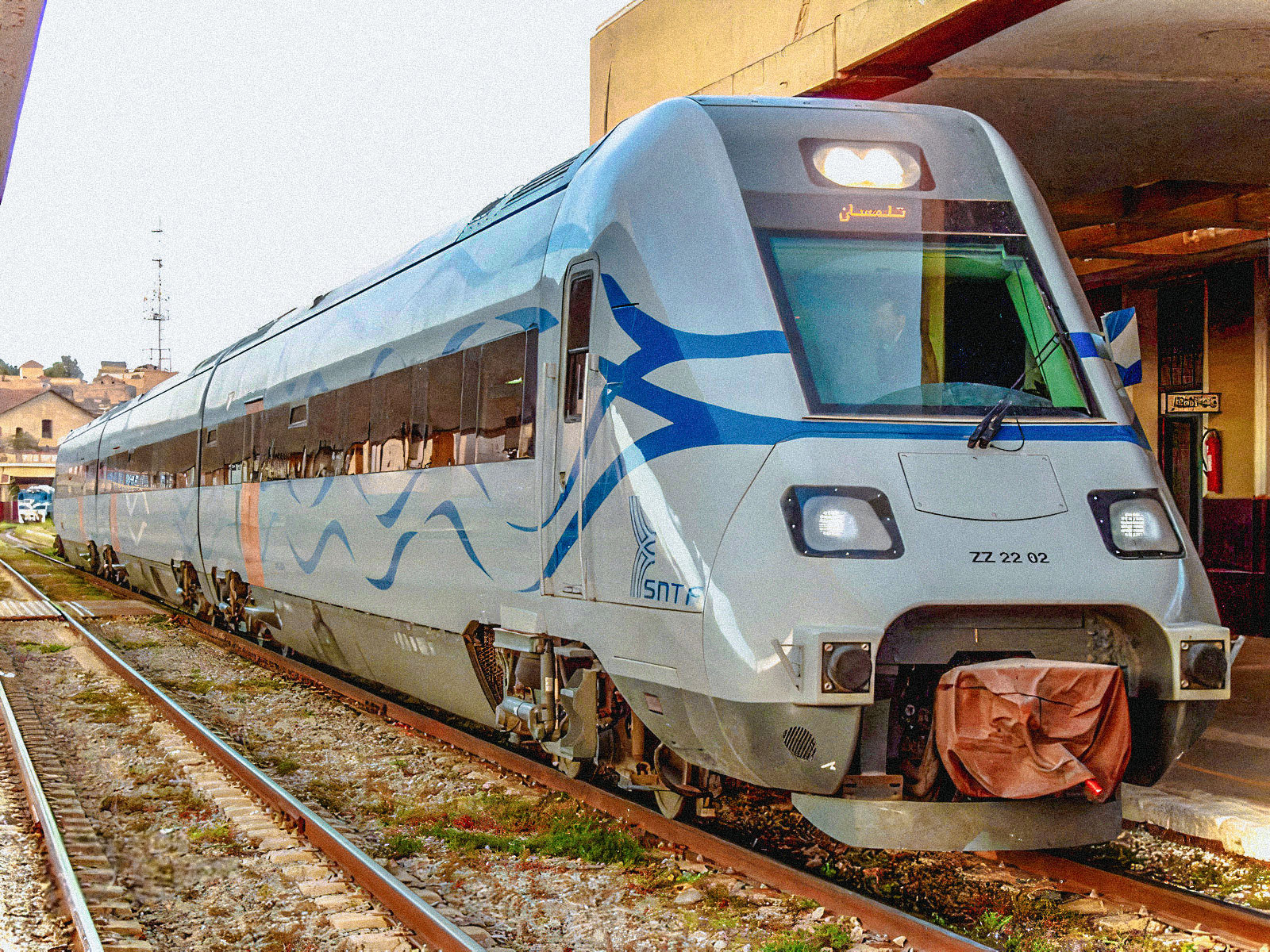
Train Automotor diesel ZZ 2202 de la SNTF

Le réseau ferroviaire de la wilaya d'Alger est desservi par des trains électriques : des trains de voyageurs et des trains de marchandises du réseau ferroviaire de la société nationale des transports ferroviaires.
Les trains de banlieue dits inter-villes (autorails) avec leur design attractif, luxueux et confortable sont destinés au désenclavement régional et au rapprochement des villes de la wilaya d'Alger à partir d'El Harrach sur les axes Alger, Réghaïa et Birtouta.
Les trois axes de relations ferroviaires wilayales qui ont le plus de trafic sont :
- Ligne El Harrach - Réghaïa
- Ligne El Harrach - Alger
- Ligne El Harrach - Birtouta

La desserte banlieusarde de ce réseau ferroviaire qui traverse la wilaya d'Alger dans sa partie Nord ainsi que dans sa partie Sud-Est se répartit ainsi en trois tronçons :
- le tronçon à voie double électrifié de 20,5 km reliant El Harrach à Réghaïa
- le tronçon de 17,20 km reliant El Harrach à Alger sur deux voies
- le tronçon El Harrach - Birtouta en deux voies long de 29,5 km

Gare d'Agha

Elle dispose aussi d’un réseau ferroviaire qui prodigue des services de qualité. Il est jalonné par plusieurs gares et haltes ferroviaires qui se présentent d’Ouest en Est comme suit :
- Gare d'Alger
- Gare de Zéralda
- Gare d'Agha
- Gare de Belouizdad
- Halte de Kherrouba
- Gare de Hussein Dey
- Gare d'El Harrach
- Gare de Oued Smar
- Gare de Bab Ezzouar
- Gare de Dar El Beïda
- Gare de Rouïba
- Halte de Rouiba Industrielle
- Halte de Réghaïa Industrielle
- Gare de Réghaïa
- Gare de Gué de Constantine
- Gare de Baba Ali
- Gare de Birtouta

#### Tramway

Logo actuel du Tramway d'Alger

Le tramway d'Alger dessert l'agglomération d'Alger. En 2014, il comprend une ligne de 20,4 km et 32 stations.
Un premier tronçon de 7,2 km, situé à l'est de la capitale, reliant Bordj el Kiffan à la Cité Mokhtar Zerhouni, est mis en exploitation le 8 mai 2011. Il est ensuite prolongé le 15 juin 2012 à la station multimodale des Fusillés dans le centre-ville, offrant ainsi une interconnexion avec le métro. Un tronçon supplémentaire prolongeant la ligne de Bordj el Kiffan à l'est à Café Chergui est inauguré le 22 avril 2014.
Il est exploité par la SETRAM, un groupement franco-algérois dirigé par RATP Dev, filiale du groupe RATP.

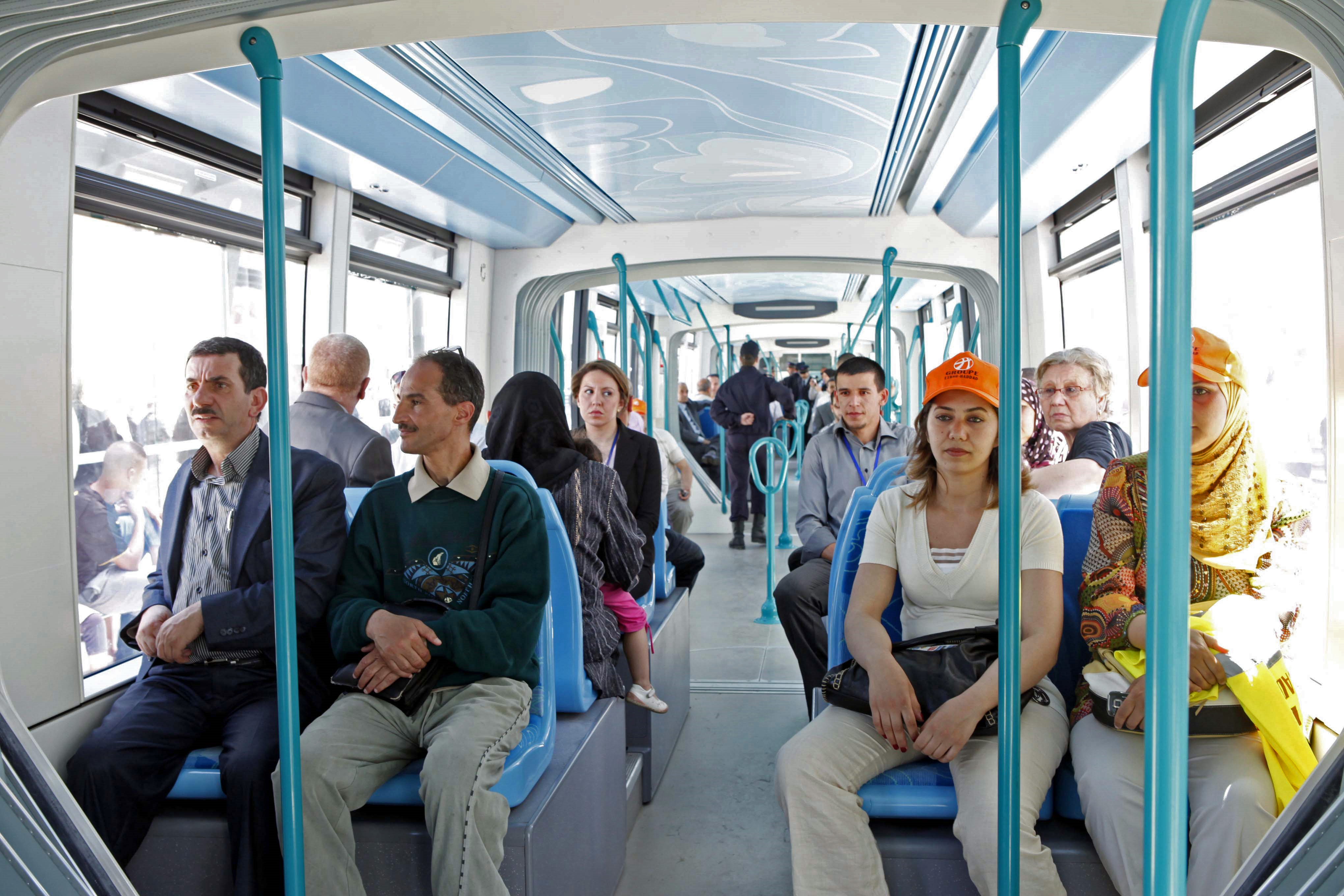
Passagers à bord d'une rame

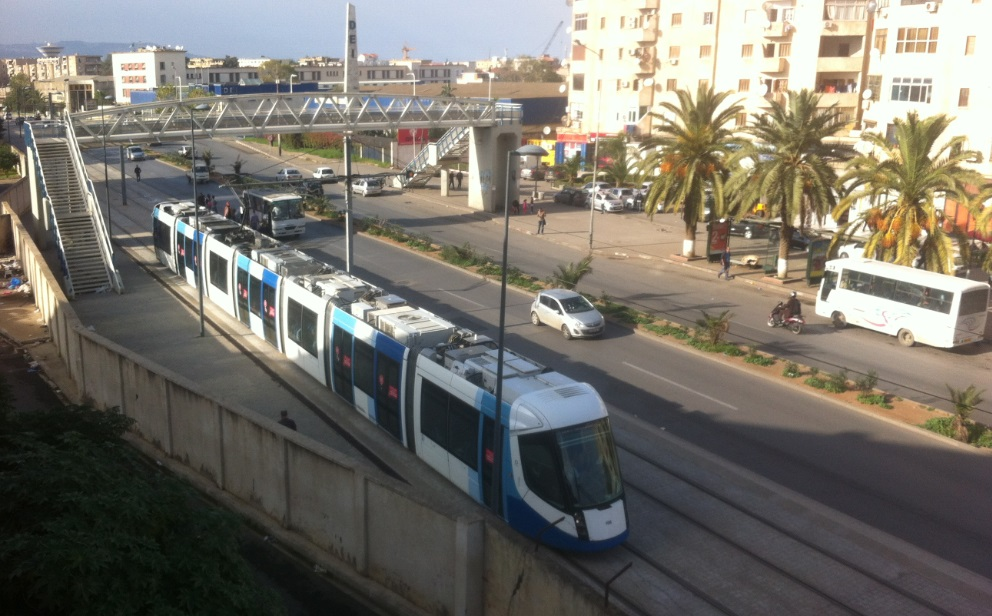
Le tramway d'Alger Avenue Bekri Bouguerra

#### Métro

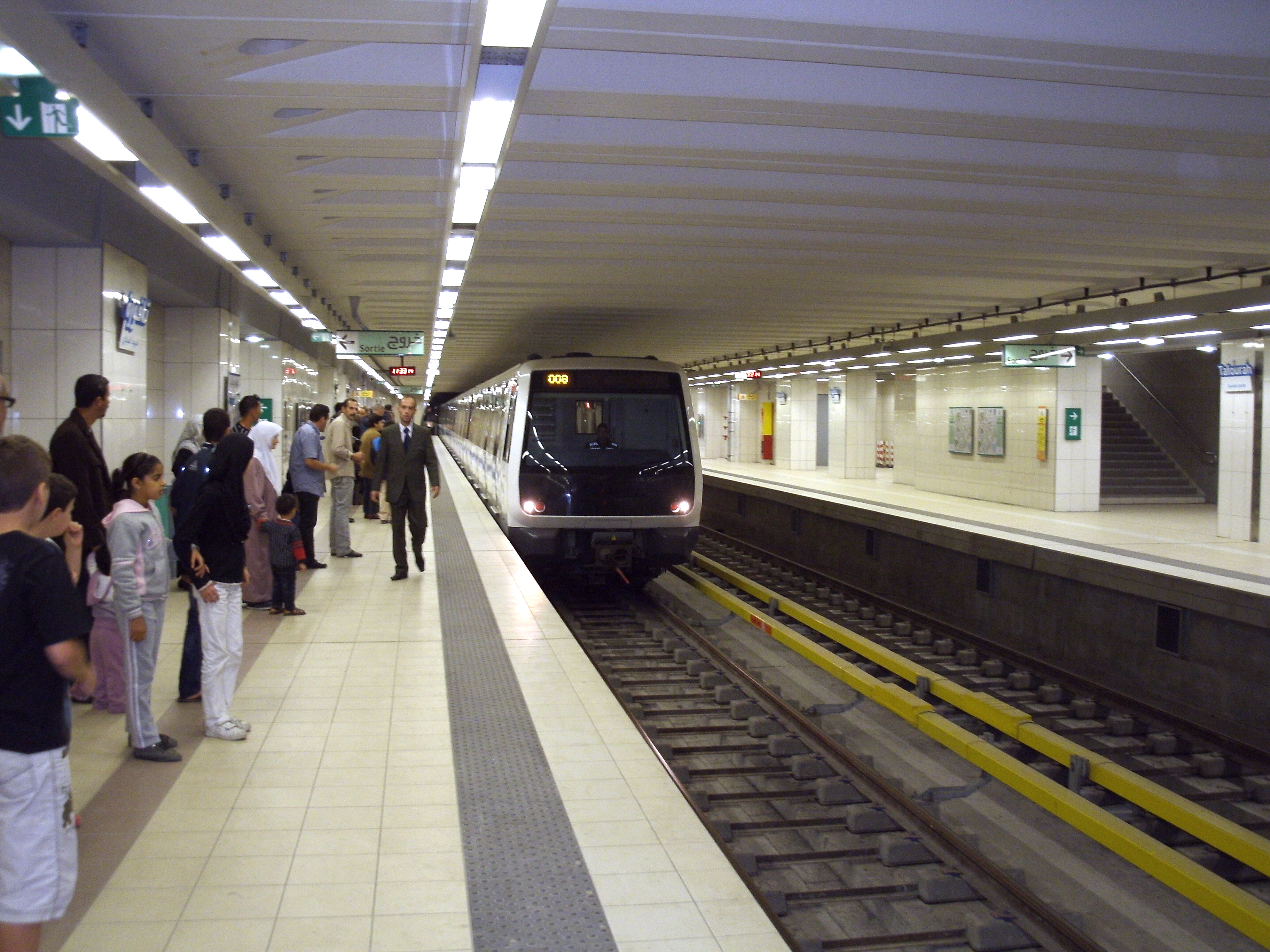
Station Tafourah du métro d'Alger.

La wilaya d'Alger abrite un réseau de transport par métro : le Métro d'Alger.

### Transport maritime

#### Transport maritime de marchandises
Le port d'Alger ouvre la wilaya sur le monde, avec un trafic de plus en plus important, car il est appelé dans les prochaines années à prendre une place de plus en plus prépondérante : 15 à 18 Millions de tonnes de marchandises y ont transité en 2010 dont 7 millions de tonnes conteneurisées, par environ 750 000 unités de 20 pieds (E.V.P).
Le groupe Dubai Ports World (DPW) gère le terminal conteneur du port d'Alger depuis le 17 mars 2009,.
Ce contrat est une concession en coentreprise visant la modernisation, le développement et l'assainissement du port d'Alger, ainsi que de mettre fin à la lenteur qui caractérisait les débarquements.

#### Transport maritime de voyageurs
Le littoral de la wilaya d'Alger abrite trois structures portuaires de transport maritime urbain de voyageurs :
- Port de la Pêcherie
- Port de Aïn Bénian
- Port de Tamentfoust

Ce transport maritime urbain de voyageurs est géré par Algérie Ferries qui est une marque de l’ENTMV (Entreprise Nationale de Transport Maritime de Voyageurs).

#### Ports maritimes
Le littoral de la wilaya d'Alger comprend les six ports suivants :
- Port d'Alger
- Port d'El Djamila
- Port d'El Marsa
- Port de Raïs Hamidou
- Port de Sidi Fredj
- Port de Tamentfoust

#### Ports secs
La wilaya d'Alger compte 3 ports secs :
- Port sec de Baraki[110]
- Port sec d'El Hamiz[111]
- Port sec de Rouiba[112]

### Transport aérien
La wilaya d'Alger abrite une structure de transport aéroportuaire au niveau de la commune de Dar El Beïda.
Créé en 1924, l'Aéroport d'Alger - Houari Boumédiène est situé sur la commune de Dar El Beïda à 16 km à l'est d'Alger. Il s'agit du plus grand de tous les aéroports algériens. Son flux réel était de plus ou moins 4,5 millions de passagers en 2009.
Il est composé d'une aérogare pour les vols internationaux, inaugurée le 5 juillet 2006, d'une aérogare pour les vols intérieurs, et d'une troisième pour les vols charters. L'aéroport d'Alger est classé meilleur aéroport africain en 2011. 
L’aéroport d’Alger est un aéroport civil international desservant la capitale algérienne et sa région (wilayas d'Alger, de Tipaza, de Blida, de Medea, de Boumerdès et de Tizi Ouzou). L’aéroport est géré depuis novembre 2006 par la Société de gestion des services et infrastructures aéroportuaires (SGSIA), filiale de l'EGSA Alger, en partenariat avec Aéroports de Paris (ADP).
L'aéroport international Houari-Boumediène d'Alger, après la mise en service d'une nouvelle aérogare de dix millions de passagers, augmente sa capacité à 16 millions de passagers en 2018.
Cet aéroport connaît en 2014 un trafic aérien relativement intense, avec près de 120 à 160 mouvements/jour entre atterrissages et décollages.

## Agriculture
Répartition en 2015 de la superficie agricole et forestière (en hectares) dans la wilaya d'Alger
- Surface agricole utile (S.A.U.: 65 738 hectares) (65,03 %)
- Superficie agricole irriguée (S.A.I.: 12 400 hectares) (12,27 %)
- Superficie de l'espace forestier (S.E.F.: 22 951 hectares) (22,70 %)

Le total des terres agricoles utilisées dans la wilaya d'Alger est de 37 209 hectares pour une superficie totale de la wilaya de 80 922 hectares.
Les principales productions végétales sont le blé dur, le blé tendre, l'orge, la tomate industrielle, le maraîchage, les agrumes, les fruits et les oliviers.
La superficie totale des céréales est de 1 129,75 hectares, alors que la superficie totale de l’arboriculture est de 11 541 hectares.
En effet, la superficie totale de la Wilaya d'Alger se répartit entre les cultures céréalières, l’arboriculture, la viticulture, les cultures irriguées, les parcours, les sols nus, les espaces forestiers, le cadre bâti, etc.

### Superficies agricoles
|     | Saison    | Superficie agricole irriguée (S.A.I.) | Superficie agricole utile (S.A.U.) | Superficie de l'espace forestier (S.E.F.) | Superficie agricole totale (S.A.T.) |
| 1er | 1989-1990 |                                       | 50 000                             |                                           |                                     |
| 2e  | 2006-2007 |                                       | 47 000                             |                                           |                                     |
| 3e  | 2009-2010 |                                       | 40 000                             |                                           |                                     |
| 4e  | 2013-2014 |                                       |                                    | 5 000                                     |                                     |
| 5e  | 2014-2015 | En cours                              | En cours                           | En cours                                  | En cours                            |

Ces potentialités agricoles sont indéniables et se traduisent par une importante activité agricole générant une production très diversifiée et de qualité an matière de vigne de table, d’arboriculture fruitière, d'agrumes, de maraîchages, d'huiles, et de viandes rouges et blanches.
Les terres agricoles dans la wilaya d'Alger sont classées dans la zone « Une ».
Cette zone « Une » est caractérisée par une très bonne qualité des terres agricoles et sa richesse en produits favorisant les activités agricoles, ainsi que par un climat favorable, notamment une pluviosité assez importante, des reliefs facilitant le travail de la terre et un accès facile des moyens mécaniques aux exploitations agricoles (plaines) en plus de l'abondance de l'eau.

## Démographie
La wilaya d'Alger compte 3 154 792 habitants en 2015 selon le site de la wilaya d'Alger.

### Pyramide des âges
La pyramide des âges met en avant une population jeune relativement importante, presque un tiers de la population a moins de 20 ans. Cependant on observe une diminution des naissances à partir de 1983 et une reprise de natalité sur la période 2004/2008.
| Hommes | Classe d’âge | Femmes |
| ------ | ------------ | ------ |
| 0,5    | 80 ans et +  | 0,58   |
| 1,51   | 70 à 79 ans  | 1,59   |
| 2,30   | 60 à 69 ans  | 2,51   |
| 4,16   | 50 à 59 ans  | 4,05   |
| 6,57   | 40 à 49 ans  | 6,47   |
| 8,53   | 30 à 39 ans  | 8,58   |
| 9,29   | 20 à 29 ans  | 9,39   |
| 8,46   | 10 à 19 ans  | 8,15   |
| 8,75   | 0 à 9 ans    | 8,32   |
| 0,12   | nd           | 0,15   |

### Recensement

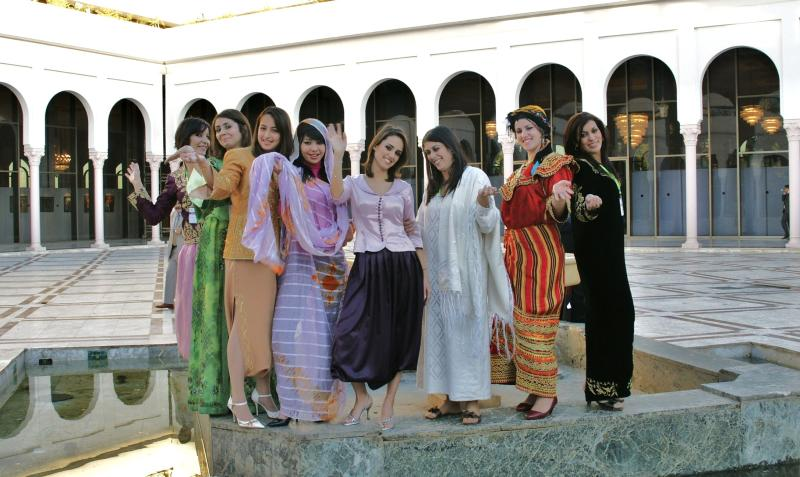
Femmes algéroises

En 2008, la population de la wilaya d'Alger était de 2 988 145 habitants contre 2 561 992 en 1998 :
| 1987 | 1998      | 2008      |
| ---- | --------- | --------- |
| -    | 2 561 992 | 2 988 145 |

| Commune           | Population | Taux de croissance annuel 2008/1998 |
| ----------------- | ---------- | ----------------------------------- |
| Bordj El Kiffan   | 151 950    | 4,0 %                               |
| Djasr Kasentina   | 133 247    | 5,0 %                               |
| Baraki            | 116 375    | 2,1 %                               |
| Les Eucalyptus    | 116 107    | 1,9 %                               |
| Kouba             | 104 708    | −0,1 %                              |
| Bab Ezzouar       | 96 597     | 0,5 %                               |
| Bachdjarah        | 93 289     | 0,4 %                               |
| Reghaia           | 85 452     | 2,6 %                               |
| Bouzereah         | 83 797     | 2,0 %                               |
| Cheraga           | 80 824     | 3,0 %                               |
| Dar El Beida      | 80 033     | 6,1 %                               |
| Birkhadem         | 77 749     | 3,6 %                               |
| Alger-Centre      | 75 541     | −2,4 %                              |
| Bourouba          | 71 661     | −0,8 %                              |
| Ain Benian        | 68 354     | 2,8 %                               |
| Sidi M'Hamed      | 67 873     | −2,9 %                              |
| Bab El Oued       | 64 732     | −3,0 %                              |
| Mohammadia        | 62 543     | 4,1 %                               |
| Rouiba            | 61 984     | 2,2 %                               |
| Douera            | 56 998     | 3,2 %                               |
| Bordj El bahri    | 52 816     | 6,7 %                               |
| Zeralda           | 51 552     | 4,6 %                               |
| El Harrach        | 48 869     | 0,1 %                               |
| Staoueli          | 47 664     | 2,1 %                               |
| El Biar           | 47 332     | −1,1 %                              |
| Oued Koreiche     | 46 182     | −1,5 %                              |
| Bir Mourad Rais   | 45 345     | 0,5 %                               |
| Draria            | 44 141     | 6,8 %                               |
| Hamma Annassers   | 44 050     | −3,0 %                              |
| Bologhine         | 43 835     | 0,1 %                               |
| Saoula            | 41 690     | 2,9 %                               |
| El Achour         | 41 070     | 7,9 %                               |
| Sidi Moussa       | 40 750     | 3,9 %                               |
| Hussein Dey       | 40 698     | −2,1 %                              |
| El Madania        | 40 301     | −2,4 %                              |
| Casbah            | 36 762     | −3,2 %                              |
| Beni Messous      | 36 191     | 7,7 %                               |
| Dely Ibrahim      | 35 230     | 1,5 %                               |
| Ain Taya          | 34 501     | 1,6 %                               |
| Oued Smar         | 32 062     | 4,2 %                               |
| El Magharia       | 31 453     | 0,3 %                               |
| Hydra             | 31 133     | −1,4 %                              |
| Birtouta          | 30 575     | 3,5 %                               |
| Rais Hamidou      | 28 451     | 2,9 %                               |
| Khraicia          | 27 910     | 4,8 %                               |
| Ouled Fayet       | 27 593     | 6,3 %                               |
| Harraoua          | 27 565     | 4,3 %                               |
| El Hammamet       | 23 990     | 2,1 %                               |
| Baba Hassen       | 23 756     | 5,7 %                               |
| El Mouradia       | 22 813     | −2,6 %                              |
| Mahelma           | 20 758     | 3,5 %                               |
| Ouled Chebel      | 20 006     | 2,1 %                               |
| Ben Aknoun        | 18 838     | −0,3 %                              |
| Souidania         | 17 105     | 4,0 %                               |
| Tessala El Merdja | 15 847     | 4,0 %                               |
| El Mersa          | 12 100     | 3,3 %                               |
| Rahmania          | 7 396      | 2,6 %                               |

## Forêts
La wilaya d’Alger bénéficiera de 13 projets de préservation du patrimoine forestier dans le cadre du plan vert destiné à la capitale, étalé de 2013 à 2029.
Cette opération de préservation sera suivie scientifiquement par l'Institut national de recherche forestière (INRF).
Le plan vert prévoit des projets de réalisation de parcs à Baïnem, El Harrach et Zéralda et de réaménagement des espaces forestiers dans le sud de la capitale, outre le projet de réaménagement du lac de Réghaïa, de l’Oued Hamiz et des zones d’irrigation à Aïn Taya et Harraoua.
Ce plan, qui s’inscrit dans le cadre d’une stratégie de développement urbain de la wilaya d’Alger à l’horizon 2029, prévoit également un projet de réalisation de 23 agriparcs, nouveau concept consistant en l’établissement de ceintures autour des agglomérations.
La Conservation des forêts d'Alger (CFA) œuvre à élargir la superficie de forêts (de 6,25 % à 12 % de la superficie totale de la wilaya) à travers différents plans et programmes, notamment ceux inscrits dans le cadre de la politique de renouveau agricole.
Ce plan a prévu la plantation de plus de 80 000 arbres depuis février 2012 à Alger dont les forêts s’étalent sur 500 hectares.
En mars 2013, la direction générale des forets (DGF) a organisé une opération de plantation de 1 200 arbres à Bouchaoui (Alger-ouest), tandis que le groupe Sonatrach a organisé une opération de plantation de 1 000 arbres à Maktaa Kheira à Mahelma (Alger sud).

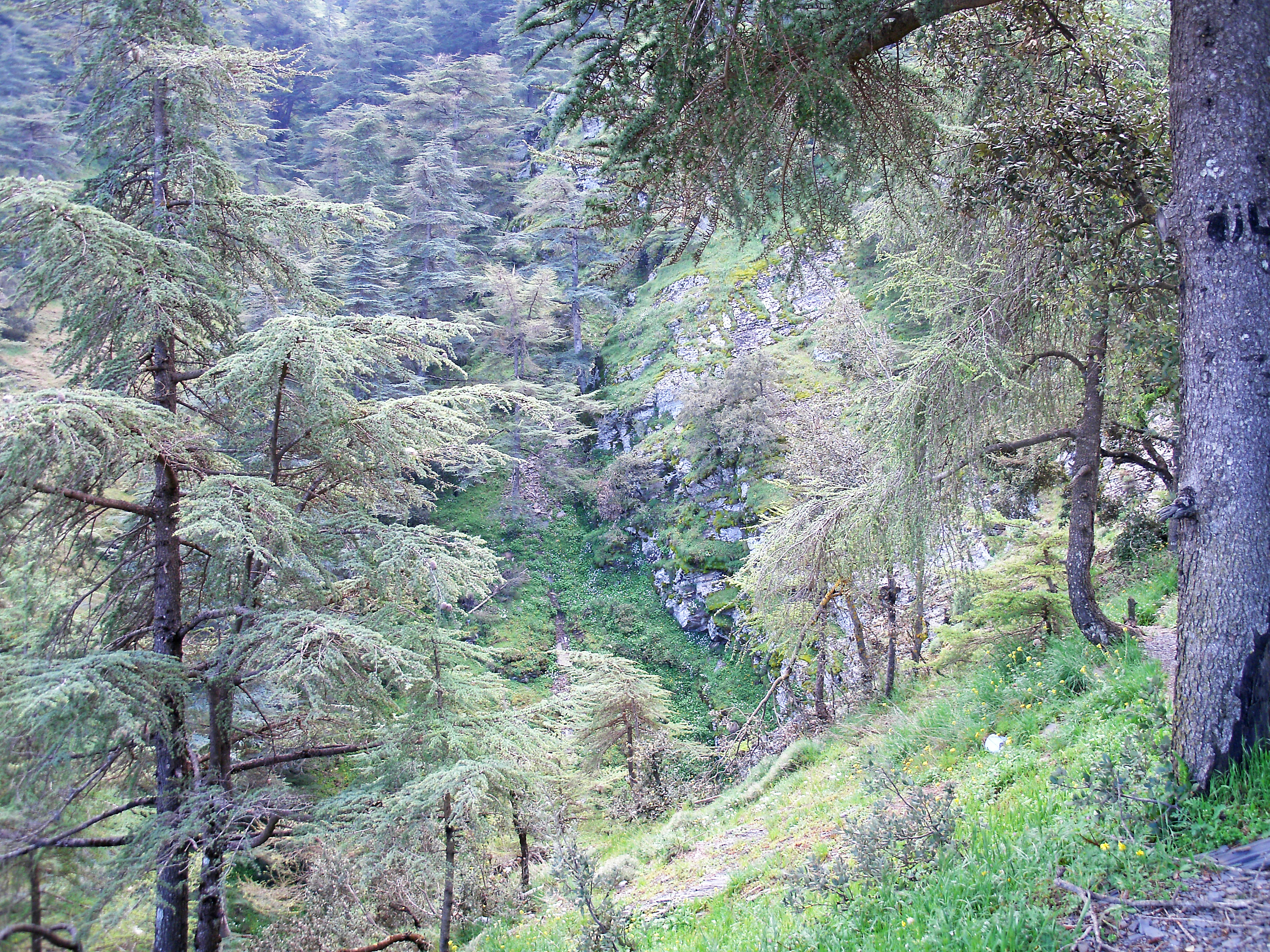
Cèdres de l'Atlas dans le Parc national de Chréa.

La wilaya d'Alger abrite plusieurs forêts :
- Forêt d'Aïn Taya
- Forêt des Annassers
- Forêt de Bachdjerrah
- Forêt de Baïnem
- Forêt de Belouizdad
- Forêt de Ben Aknoun
- Forêt de Béni Messous
- Forêt de Bologhine
- Forêt de Bordj El Bahri
- Forêt de Bordj El Kiffan
- Forêt de Bouzaréah
- Forêt de Douéra
- Forêt d'El Marsa
- Forêt d'El Mouradia
- Forêt de Hydra
- Forêt de Kouba
- Forêt de Mactaâ Kheïra
- Forêt de Mahelma
- Forêt de Paradou
- Forêt de Réghaïa
- Forêt de Saoula
- Forêt de Sidi Fredj
- Forêt de Zéralda

## Économie
Quelques entreprises basées à Alger :
- Hamoud Boualem
- Caprice (Algérie)

## Députés
Les députés de la wilaya d'Alger à l'Assemblée populaire nationale (APN) pour les Élections législatives du 10 mai 2012 sont au nombre de 37.
Appartenance partisane des députés de la wilaya d'Alger
- Alliance de l'Algérie Verte: AAV (14 députés) (32,56 %)
- Front des Forces Socialistes: FFS (5 députés) (11,62 %)
- Front de Libération Nationale: FLN (14 députés) (32,55 %)
- Parti des Travailleurs: PT (7 députés) (16,28 %)
- Rassemblement national démocratique: RND (3 députés) (6,97 %)

Les députés de la wilaya d'Alger se répartissent sur plusieurs listes partisanes :
1. Alliance de l'Algérie Verte: AAV : 14 députés (32.56 %)
2. Front des Forces Socialistes : FFS : 5 députés (11.62 %)
3. Front de Libération Nationale : FLN : 14 députés (32.55 %)
4. Parti des Travailleurs : PT : 7 députés (16,28 %)
5. Rassemblement national démocratique : RND : 3 députés (6.97 %)

Les députés de la wilaya d'Alger se répartissent par sexe selon le ratio suivant :
1. Députées Femmes : 14 (32.56 %)
2. Députés Hommes : 29 (67.44 %)

Répartition par sexe des députés de la wilaya d'Alger
- Femmes (14 députées) (32,56 %)
- Hommes (29 députés) (67,44 %)

## Personnalités
- Bologhine ibn Ziri
- Sidi Abderrahmane At-Thaalibi
- Salim at-Toumi
- Mustapha El Kebabti
- Abdelhalim Bensmaïa
- Belkacem El Hafnaoui
- Mohamed Bencheneb
- Abderrahmane Djilali
- Mohamed Lamine Debaghine
- Mohamed Khider
- Mohamed Belouizdad
- Mourad Didouche
- Zoubir Bouadjadj
- Djamila Bouhired
- Djamila Boupacha
- Djamila Bouazza
- Nafissa Hamoud
- Baya Hocine
- Djaouher Akrour
- Ali la Pointe
- Djamila Amrane-Minne
- Mohamed Boumezrag
- Ali Khodja
- Ali Haroun
- Mohamed Kouaci
- Hamdan Khodja
- Mohamed Aïssa
- Mohammed El-Ghazali Ben El-Haffaf
- Ali Fawzi Rebaine
- Mustapha Bouchachi
- Nora Mahiout
- Hayat Meziani
- Ahmed Djeddaï
- Soufiane Djilali
- Mohamed Nebbou
- Rachid Hallet
- Abdelmalek Temmam